# George McGovern
Pour les articles homonymes, voir McGovern.
George Stanley McGovern, né le 19 juillet 1922 à Avon au Dakota du Sud et mort le 21 octobre 2012 à Sioux Falls, est un historien, auteur, et homme politique américain. Il fut membre du congrès des États-Unis, sénateur et candidat malheureux du Parti démocrate contre Richard Nixon à l'élection présidentielle américaine de 1972.
McGovern grandit à Mitchell au Dakota du Sud où il s'est fait connaitre pour ses qualités de débatteur. Il est volontaire dans l'US Army Air Forces lors de l'entrée de son pays dans la Seconde Guerre mondiale et, comme pilote d'un B-24 Liberator, il fait 35 missions au-dessus de l'Europe, alors sous l'occupation de l'Allemagne nazie. Parmi ses distinctions figure la Distinguished Flying Cross pour avoir effectué un atterrissage d'urgence avec un avion endommagé. Cette action sauve la vie de l'équipage. Après son service militaire, il fait ses études à l'université Dakota Wesleyan puis à l'université Northwestern. Ses études culminent avec un doctorat en histoire qui le mène à une carrière professorale. Il est élu représentant du 1er district du Dakota du Sud en 1956 et réélu deux ans plus tard. Il est défait dans une première élection sénatoriale en 1960, mais mène une campagne victorieuse pour l'autre siège de l'État deux ans plus tard.
Comme sénateur, McGovern devient une figure du libéralisme contemporain. Il se fait entre autres remarquer pour son opposition à la participation américaine à la guerre du Viêt Nam. Il est brièvement candidat à la primaire démocrate de 1968 en remplacement du récemment assassiné Robert Francis Kennedy. La commission McGovern-Fraser, qu'il préside avec Donald M. Fraser, change les procédures de nomination en augmentant le pouvoir des membres par rapport aux dirigeants du parti par l'augmentation du nombre de caucus et de primaires. L'amendement McGovern-Hatfield, qu'il a proposé avec Mark Hatfield, vise à mettre fin à la guerre du Viêt Nam, mais est battu au congrès en 1970 et en 1971. En 1972, McGovern lance une candidature basée sur le soutien des militants du parti. Cette campagne permet à McGovern de remporter la primaire et de représenter le parti lors des élections de 1972. Cette primaire laisse cependant le parti démocrate divisé d'un point de vue idéologique. Son choix de Thomas Eagleton comme candidat à la vice-présidence abîme en outre sa crédibilité à cause de la révélation par la presse des séjours en hôpital psychiatrique d'Eagleton, participant à la défaite ultérieure du duo George McGovern - Sargent Shriver, ce dernier ayant remplacé Eagleton sur le ticket pour l'élection présidentielle face au républicain Richard Nixon. Il est réélu sénateur en 1968 et 1974, mais est défait en 1980.
Durant son mandat, McGovern intervient dans le domaine agricole et sur les thèmes de la nourriture, la nutrition et la faim. En tant que premier directeur de Food for Peace en 1961, il supervise la distribution des surplus américains à l'étranger et devient la cheville ouvrière de la création du Programme alimentaire mondial. Entre 1968 et 1977, comme chairman du comité sénatorial sur la nutrition et les besoins humains, il rend publics les problèmes liés à la malnutrition aux États-Unis dans son rapport McGovern. Entre 1998 et 2001, il est ambassadeur auprès des agences des Nations unies liées à la nutrition et l'agriculture. En 2001, le Programme alimentaire mondial le nomme ambassadeur mondial pour le sujet de la famine. Le programme international alimentaire McGovern-Dole pour l'éducation et la nutrition infantile nourrit des enfants dans une douzaine de pays depuis 2000. Ce programme permet à McGovern de remporter avec Bob Dole le prix mondial de l'alimentation en 2008.

## Biographie

### Jeunesse
McGovern est né à Avon au Dakota du Sud, une communauté d'environ 600 habitants,. Son père, Joseph C. McGovern, est le pasteur de l'église méthodiste wesleyenne locale,. Joseph, fils d'un immigré irlandais ayant des problèmes d'alcoolisme, a grandi dans plusieurs états et travaillé dans les mines de charbons. Il devient orphelin à 13 ans. Il joue ensuite quelques années dans les ligues mineures de baseball,, mais met fin à sa carrière à cause des relations fréquentes de ses coéquipiers avec l'alcool, le jeu et les femmes. Il décide alors de rentrer au séminaire. Quant à sa mère, Frances McLean, elle grandit en Ontario, au Canada, avant de déménager à Calgary en Alberta. Plus tard, elle déménage au Dakota du Sud à la recherche d'un emploi,,. George est le deuxième des quatre enfants du couple. Son père n'attend jamais son salaire mensuel de 100 $ et survit en étant payé sous forme de patates, laitue et autres aliments,. La famille McGovern est alors républicaine, mais n'est pas active politiquement,.

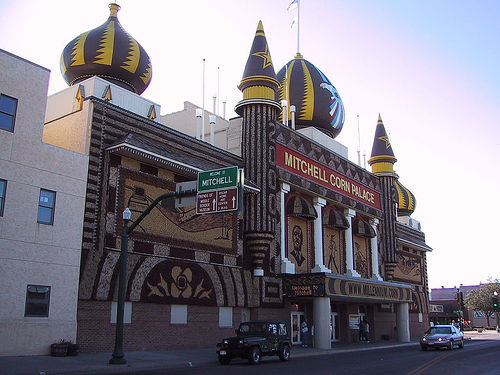
Le Corn Palace de Mitchell, lieu où McGovern a passé la majorité de son enfance.

Lorsque George a trois ans, la famille McGovern déménage à Calgary où elle rejoint la grand-mère maternelle de George, qui est alors malade. Cette expérience marque la jeunesse de George McGovern, notamment impressionné par l'important événement que constitue le Stampede de Calgary,. À l'âge de six ans, il déménage de nouveau au Dakota du Sud, cette fois à Mitchell, petite ville d'environ 12 000 habitants. C'est dans cette ville que McGovern commence son parcours scolaire. Il est alors un étudiant moyen et timide. Seule sa présence dans les cinémas, prohibée chez les méthodistes Weslayens, lui est alors reprochée. Son enfance est aussi marquée par le Corn Palace, élément touristique de Mitchell. Il déclare plus tard qu'il y avait « une sensation d'appartenance à une place particulière et de savoir que tu en fais partie »,. Son enfance est également marquée de façon négative par le Dust Bowl et les infestations de locuste que la région connait à l'époque. La famille McGovern vit à la limite de la pauvreté dans les années 1920 et 1930. Cette enfance vécue dans l'insécurité financière est créditée pour la sympathie de McGovern pour les ouvriers et fermiers. Son développement politique est influencé par le populisme, le sentiment de révolte agraire et les enseignements de John Wesley sur le combat contre la pauvreté, l'injustice et l'ignorance.

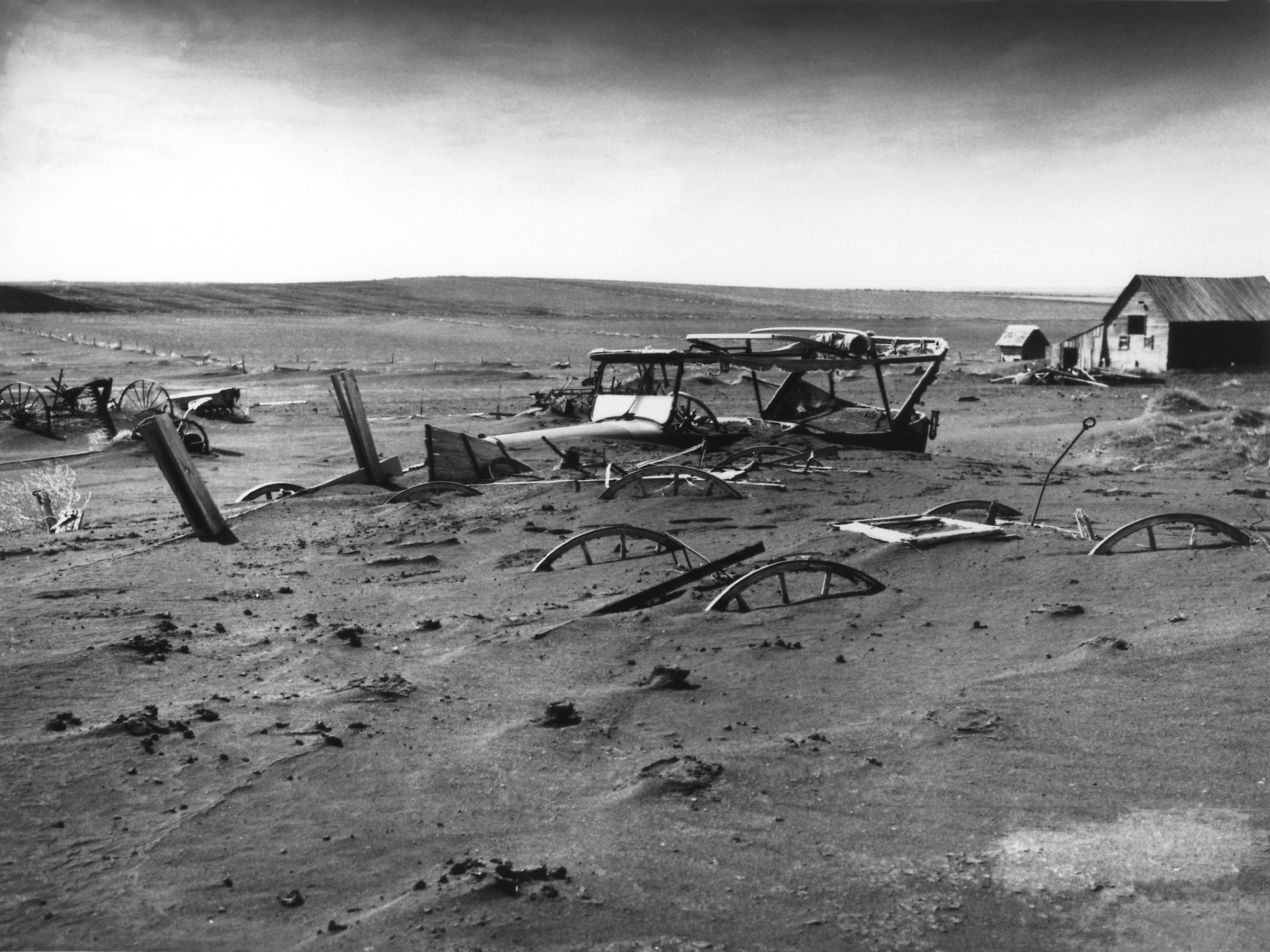
Exemple des ravages causés par un Dust Bowl, catastrophe naturelle que McGovern vit dans son durant la Grande Dépression.

McGovern étudie dans son adolescence à l'école secondaire de Mitchell où il devient membre de l'équipe d'athlétisme. En dixième année, son professeur d'anglais lui recommande de rejoindre l'équipe de débat, où il devient un membre actif. L'entraineur de l'équipe, un professeur d'histoire, est une personne influente dans la vie de McGovern alors qu'il s'entraine pour imiter le style de débat de ce dernier,. McGovern remporte avec cette équipe des compétitions locales et gagne une certaine renommée puisque le débat est alors une discipline populaire dans le Dakota du Sud,. Cette période est celle d'une exploration de nouvelles idées pour McGovern. Il s'agit également du moment où il gagne une certaine confiance à s’adresser à un public,. Il gradue en 1940 dans le premier décile de sa classe,.
McGovern s'inscrit à la petite université Dakota Wesleyan basée à Mitchell et y devient un étudiant en vue. Pour financer ses études, il complémente ses bourses avec des emplois étudiants. Pendant ce temps, la Seconde Guerre mondiale est en cours outre-atlantique et, se sentant insécure vis-à-vis son courage depuis un incident avec son enseignant d'éducation physique de septième année, McGovern prend des leçons de vol à bord d'un Aeronca et reçoit son permis de vol par le Civilian Pilot Training Program,. De cette époque, McGovern déclare : « Franchement, j'étais mort de peur lors de ce premier vol solo. Cependant, quand j'en suis sorti, un grand sentiment de satisfaction m'habitait pour avoir fait voler cette chose et l'avoir fait atterrir sans lui arracher les ailes. », En fin 1940 ou début 1941, McGovern a une aventure avec une connaissance qui mène à la naissance d'une fille durant l'année 1941. Cet événement n'a cependant pas été connu du public durant la vie de McGovern. À l'époque, des rumeurs existent dans les milieux politiques et l'information est connue du FBI et l'administration Nixon, qui refuse de l'utiliser contre lui. Il révèle plus tard l'information à son biographe, Thomas J. Knock, en exprimant des regrets par rapport à l'événement. L'histoire devient connue en 2015 lorsque les dossiers du FBI concernant McGovern sont rendus publics. En avril 1941, McGovern commence une fréquentation avec Eleanor Stegeberg, une étudiante originaire de Woonsocket,. Leur première rencontre date d'une compétition de débat où Eleanor et sa jumelle Ila ont défait le duo dont McGovern fait partie à l'époque.
Alors qu'il écoutait une diffusion de l'Orchestre philharmonique de New York pour un cours d'appréciation musicale, McGovern apprend le bombardement de Pearl Harbor. Le mois suivant, en janvier 1942, il prend la route avec neuf autres étudiants pour Omaha au Nebraska dans le but de s'enlister dans l'United States Army Air Forces. Il est admis dans les rangs, mais l'armée ne possède pas à ce moment assez d'équipement pour entrainer tous les volontaires. Pour cette raison, McGovern retourne temporairement à Dakota Wesleyan. Il se fiance alors avec Eleonor Stegeberg, mais le couple décide initialement de ne pas se marier avant la fin de la guerre. Durant sa seconde année universitaire, McGovern remporte la compétition intercollègiale à l'échelle de l'État South Dakota Peace Oratory Contest avec un discours dénommé « My Brother's Keeper ». Le National Council of Churches désigne plus tard dans l'année le texte comme l'une des douze meilleurs orations du pays pour l'année 1942,. Cette même année, McGovern est élu président de sa cohorte. Il est voté comme Glamour Boy l'année suivante. En février 1943, il remporte en duo en tournoi régional de débat à l'université d'État du Dakota du Nord qui comprenait des compétiteurs de trente-deux institutions couvrant une douzaine d'états. À son retour au campus de Mitchell, il apprend que l'armée l'a appelé aux armes,.

### Service militaire
Peu après, McGovern devient soldat à Fort Snelling au Minnesota. Il passe un mois au Jefferson Barracks Military Post au Missouri, puis cinq mois à l'université du Sud de l'Illinois à Carbondale en Illinois pour un entrainement académique. McGovern déclare par la suite que ce travail physique et académique est le plus dur qu'il a vécu. Il passe deux mois dans une base à San Antonio au Texas et par la suite a fait son entrainement de vol de base à l'aérodrome militaire de Hatbox à Muskogee en Oklahoma. Son entrainement se fait dans un Fairchild PT-19. McGovern épouse Eleanor Stegeberg le 31 octobre 1943 durant une permission de trois jours. La cérémonie est dirigée par le père de McGovern et se tient dans une petite église méthodiste à Woonsocket,. Après trois mois à Muskogee, McGovern est envoyé à l'aérodrome militaire de Coffeyville au Kansas pour un entrainement de trois mois sur un Vultee BT-13 Valiant. Dans les environs d'avril 1944, McGovern va dans une école d'aviation avancée à l'aérodrome militaire de Pampa au Texas pour faire des entrainements sur le Cessna AT-17 Bobcat et le Curtiss-Wright AT-9 Jeep. Durant son entrainement, McGovern est considéré comme un pilote talentueux, particulièrement pour sa bonne perception de la profondeur. Eleanor McGovern l'accompagne durant ses déplacements et est présente quand il reçoit le grade de sous-lieutenant.

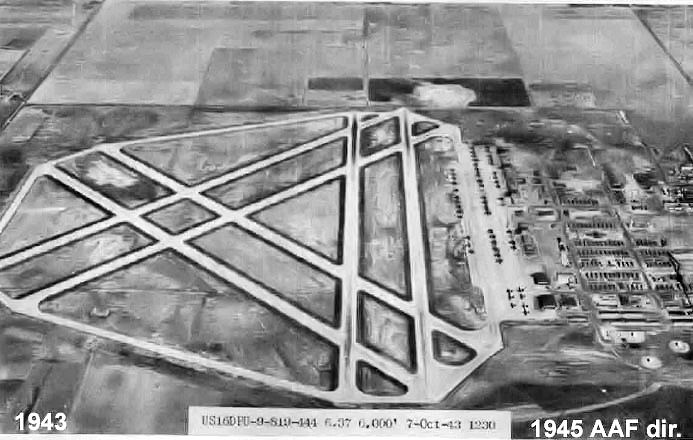
L'aérodrome militaire de Liberal, où McGovern apprit à piloter un B-24

À la suite de sa promotion, McGovern est assigné à l'aérodrome militaire de Liberal au Kansas pour apprendre à piloter un Consolidated B-24 Liberator. McGovern dit de cette période: « Apprendre à conduire un B-24 était la partie la plus difficile de l'entrainement. C'était un appareil difficile physiquement à piloter car, au début de la guerre, il n'y avait pas de contrôle hydraulique. Si vous pouvez imaginer conduire un Mack Trucks sans direction ou freins assistés, c'est à peu près comme ça que c'était la conduite. C'était le plus gros bombardier qu'on avait à l'époque. », Eleanor est à l'époque dans la peur constante que McGovern soit impliqué dans un accident avec son appareil durant l'entrainement. Ce type d'accident étant particulièrement courant durant le conflit. Sa formation est suivie par un passage à l'aérodrome militaire de Lincoln au Nebraska. C'est à cet endroit que McGovern rencontre ceux qui deviendront son équipage à bord du B-24. Ses voyages à travers le pays où il rencontre des personnes issues de milieux différents permettent à McGovern comme à plusieurs autres jeunes d'élargir leurs horizons. En raison de lourdes pertes lors de missions en Europe, l'USAAF accélère la formation de nouvelles recrues, dont fait partie McGovern. Compte tenu des risques associés aux combats dont McGovern s'apprête à devenir participant actif, le couple décide d'avoir un enfant et Eleanor devient enceinte. En juin 1944, McGovern et son équipage reçoivent leur dernier entrainement à la Mountain Home Air Force Base en Idaho. Ils prennent ensuite le chemin de Camp Patrick Henry en Virginie où McGovern acquiert des livres d'histoire pour passer le temps durant son déploiement.
En septembre 1944, McGovern rejoint le 741e escadron du 455th Bombardment Group, membre de la 15th USAAF. Celle-ci est basée à l'aérodrome de San Giovanni près de Cerignola dans la région des Pouilles en Italie. À cet endroit, McGovern et ses compagnons trouvent des troupes en déploiement en manque de vives et dans des conditions pires que ceux que McGovern côtoie durant la Grande Dépression,. Ces conditions sont considérées comme ayant conduit McGovern à s'impliquer dans la lutte à la faim. À partir du 11 novembre 1944, McGovern participe à 35 missions en territoires ennemis depuis la base de San Giovanni. Ses cinq premières missions se firent avec McGovern comme copilote d'un équipage plus expérimenté. Les missions subséquentes voient McGovern piloter l'appareil qu'il baptise Dakota Queen en honneur à sa femme. Ses missions se font au-dessus de l'Autriche, la Tchécoslovaquie, l'Allemagne nazie, la Hongrie, la Pologne et la République sociale italienne. Les cibles de ces missions sont souvent des raffineries de pétrole et des gares de triage dans le cadre de la campagne de bombardements stratégiques des Alliés au-dessus de l'Europe. Ses missions, généralement durant autour de huit ou neuf heures, sont des tests d'endurance pour McGovern et son équipage. La menace de l'artillerie antiaérienne reste également présente malgré la faiblesse de la Luftwaffe à cette étape de la guerre.
Lors de la mission du 15 décembre 1944 au-dessus de Linz, il évite d'être blessé fatalement par un morceau de shrapnel qui a pénétré l'appareil par le pare-brise. Le jour suivant, dans une autre mission survolant Brüx, il est près d'accrocher un autre bombardier lors d'un vol en formation serrée alors que la vision est réduite par un ciel nuageux. Le jour suivant, il est recommandé pour une médaille après avoir survécu à une crevaison sur son B-24 lors de son décollage, réussi sa mission et atterri sans dommage supplémentaire à l'avion. Lors d'une mission le 20 décembre 1944 contre les usines Škoda à Pilsen en Tchécoslovaquie, l'appareil dirigé par McGovern a un moteur en panne et un autre en flammes. Ceci empêche un retour en Italie pour McGovern qui doit donc atterrir à Vis, où est située une base britannique alors que l'île est sous contrôle des Partisans. L'aérodrome n'a pas les dimensions adaptées pour un B-24. Cependant, McGovern réussit l'atterrissage là où d'autres ont perdu leur vie. Pour cette manœuvre, il reçoit la Distinguished Flying Cross,.

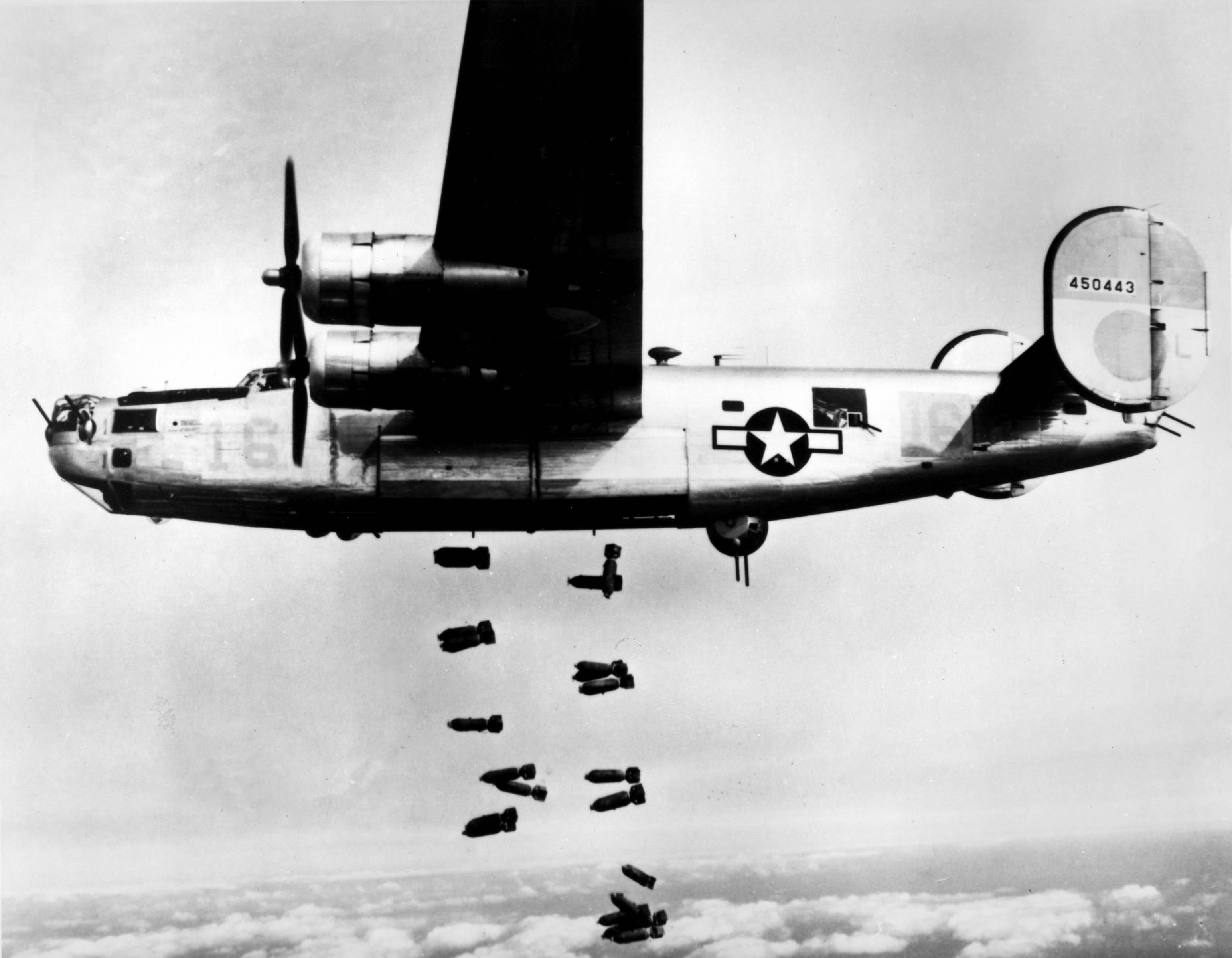
Un B-24 Liberator issu de la USAAF faisant partie du 451th Bombardment Group, également stationné en Italie.

En janvier 1945, McGovern utilise une permission pour visiter autant que possible la ville de Rome, il réussit également à obtenir une audience avec le pape. Les conditions météorologiques en hiver empêchent plusieurs missions d'avoir lieu. Lorsque cela arrive, McGovern passe son temps à lire et discute de la guerre en cours. C'est alors qu'il décide de devenir professeur d'histoire s'il survit au conflit. En février, il est promu au grade de first lieutenant. Le 14 mars 1945, McGovern est victime d'un incident au-dessus de l'Autriche alors qu'il bombarde accidentellement une ferme familiale à cause d'une bombe qui s'est détachée de l'appareil. McGovern déclare avoir été traumatisé par l'accident. Quatre décennies plus tard, après une apparition publique dans le pays, un propriétaire de ladite ferme déclare aux médias que personne ne fut blessé lors de l'explosion et qu'il considère que la destruction de la ferme en valait la peine si cela a aidé de quelque façon à la chute du régime nazi. McGovern déclare avoir été soulagé par la nouvelle,. À son retour à la base, il lui est annoncé que sa fille Ann est née quatre jours plus tôt. Le 25 avril 1945, lors de sa 35e mission, McGovern et la 15th USAAF survolent Linz, ville autrichienne bien défendue. Les débris et la fumée causés par les combats mènent McGovern à comparer cette situation à l'enfer. Le Dakota Queen est touché à plusieurs reprises durant la mission. Ceci laisse 110 trous dans le fuselage et les ailes de l'appareil. Le système hydraulique de l'avion est également rendu inutilisable. Un membre de son équipage est blessé dans les combats et son ingénieur de vol est victime de dommages psychologiques nécessitant une hospitalisation pour épuisement de guerre. L'appareil atterrit cependant sans dommage grâce à une technique d'atterrissage improvisée,.
En mai et juin, après la fin du théâtre européen, McGovern pilote des vols destinés à apporter de l'aide alimentaire dans le nord de l'Italie. Par la suite, il retourne aux États-Unis avec son équipage. Il est démobilisé par l'armée en juillet 1945 avec le rang de first lieutenant. Il reçoit alors la Air Medal ornée de trois feuilles de chêne dont une pour son atterrissage lors de sa dernière mission.

### Retour à l'éducation
Lors de son retour aux États-Unis, McGovern retourne à Dakota Wesleyan avec l'aide du G.I. Bill. En juin 1946, il reçoit un baccalauréat en art de l'établissement avec la mention magna cum laude,. Pour un certain temps, il est affecté par des cauchemars où il revit ses missions au-dessus de l'Europe. Dans ceux-ci, il traverse des barrages anti-aériens alors que son appareil est en feu. Il continue à s'impliquer dans le débat, remportant à nouveau le Peace Oratory Contest de l'État avec un discours nommé « From Cave to Cave » (littéralement  « De Cave en Cave ») qui présente une vision chrétienne influencé par l'idéalisme wilsonien. Le couple accueille une seconde fille dans la famille, Susan, en mars 1946.
À cette époque, McGovern s'éloigne de la doctrine méthodiste wesleyenne, généralement considéré plus fondamentaliste, pour une version plus standard du méthodisme. Cette nouvelle orientation spirituelle est influencée entre autres par Walter Rauschenbusch et l'évangile social. C'est alors que McGovern commence des études divines au séminaire théologique Garrett basé à Evanston, près de Chicago en Illinois. Entre 1946 et 1947, il prêche comme ministre suppléant à l'église Diamond Lake à Mundelein. Cependant, il exprime de la frustration quant à la minutie des tâches ecclésiastiques,. Vers la fin 1947, McGovern quitte ses fonctions religieuses pour poursuivre des études supérieures à l'université Northwestern où il devient assistant professeur. Le programme de l'université en histoire est alors petit et l'un des meilleurs au pays. Ceci lui permet de suivre des cours donnés par des experts renommés tels Ray Allen Billington, Richard W. Leopold ou L. S. Stavrianos. Il reçoit une maitrise en histoire de l'établissement en 1949,.
Par la suite, McGovern retourne à son alma mater, Dakota Wesleyan, et devient professeur en science politique et en histoire. Graĉe à l'assistance de la communauté Hearst en 1949 et 1950, il continue des études supérieures durant l'été et autres temps libres. En juin 1949, les McGovern accueillent une troisième fille dans la famille, celle-ci nommée Teresa. C'est alors qu'Eleanor commence à souffrir de dépression. Malgré cela, elle continue à assumer une large part des besoins ménagers de la famille. McGovern reçoit son doctorat en histoire de Northwestern en 1953. Ceci lui permet plus tard d'être seulement le second candidat à la présidentielle de l'histoire des États-Unis à posséder un doctorat. L'autre étant Woodrow Wilson. Sa thèse de 450 pages s'intitule The Colorado Coal Strike, 1913-1914 et retrace une révolte de mineurs contre les intérêts des Rockefeller au Colorado durant la guerre des bassins miniers du Colorado,. Son superviseur, Arthur S. Link, déclare par la suite que McGovern a été son meilleur étudiant en 26 ans de carrière. L'approche de McGovern est influencé par Link et l'historiographie consensuelle à laquelle il est associé, mais aussi par l'historiographie progressive. La majorité de ses analyses d'événements mondiaux sont influencés par sa formation d'historien ainsi que ses expériences durant la Grande Dépression et la Seconde Guerre mondiale. Pendant ce temps, McGovern devient un professeur populaire et qui ne mâche pas ses mots à Dakota Wesleyan. Les étudiants lui dédicaceront leur album de finissants en 1952.

### Carrière politique

#### Débuts
Républicain de fait durant les premières années de sa vie, McGovern commence à admirer le président démocrate Franklin Delano Roosevelt durant la Seconde Guerre mondiale. Cependant, il supporte quand même son adversaire républicain, Thomas Dewey, en 1944,. À Northwestern, son introduction aux textes de John King Fairbank et Owen Lattimore le convainc que les conflits en Asie du Sud-Est sont d'origines locales et que la politique étrangère américaine vis-à-vis cette région est improductive. Découragé par le début de la Guerre froide et n'ayant jamais été un partisan du président sortant Harry S. Truman, McGovern est attiré par la campagne de l'ancien vice-président Henry Wallace lors de l'élection de 1948,. Il écrit des rubriques supportant ce dernier dans le Mitchell Daily Republic en plus d'être présent à la convention nationale progressiste de 1948 où il participe comme délégué. C'est là qu'il développe une perception négative des conventions politiques et de l'atmosphère qui en échappe. Il déclare des décennies plus tard que les stratèges présents à celles-ci ont « une certaine rigidité et un fanatisme »,. Ce ne l'empêche cependant pas de rester un supporter de Wallace et du parti progressiste par la suite. Puisque Wallace n'est pas inscrit sur le bulletin de vote en Illinois, où il est maintenant enregistré pour voter, McGovern ne vote pas durant cette élection.
Lorsque l'élection présidentielle de 1952 débute, McGovern se considère désormais comme un démocrate. Le discours d'Adlai Stevenson lorsque celui-ci accepte la nomination démocrate pour la présidentielle le captive particulièrement. Ceci le porte à s'impliquer dans la campagne de Stevenson, entre autres en publiant sept articles dans le Mitchell Daily Republic où il met en avant les divisions historiques entre démocrates et républicains. C'est juste après la convention que les McGovern ont leur seul fils. Ce dernier reçoit le nom de Steven en l'honneur du candidat démocrate,. Il est à noter que l'admiration que McGovern porte à Stevenson est due à son antipathie pour Nixon, candidat républicain à la vice-présidence. Il déclare: « J'ai [l'ai] détesté depuis qu'il a fait son apparition dans la sphère politique nationale en brandissant une brosse rouge en 1946, mais je lui en voulais particulièrement pour ses attaques injustifiées envers Stevenson, celui qui était mon premier vrai héros politique »,. Même si Stevenson subit la défaite face au ticket républicain mené par Dwight D. Eisenhower, McGovern reste actif en politique. Ceci s'explique par sa conviction que « le moteur du progrès social aujourd'hui en Amérique est le parti démocrate »,. En 1953, McGovern quitte son poste à l'université pour devenir secrétaire exécutif du parti démocrate du Dakota du Sud, le parti l'ayant recruté pour ses articles qu'il publie en période électorale. L'état du parti à cette époque est catastrophique. Celui-ci ne compte aucun élu à l'échelle de l'état et seulement deux membres de la législature sur les 110 élus. Des amis et des figures politiques ont recommandé à McGovern de refuser l'offre, mais McGovern décide de prendre ce poste pour satisfaire ses ambitions politiques.
McGovern passe les années suivantes à revitaliser le parti, amassant des contacts à travers tout l'état lors de ses nombreux déplacements. Il se montre efficace, puisque le nombre d'élus démocrates bondit de 25 sièges après les élections de mi-mandat dû, entre autres à une critique continue des politiques agricoles de Ezra Taft Benson, secrétaire à l'Agriculture sous Eisenhower. De 1954 à 1956, il est membre d'un groupe de conseillers politiques auprès du Comité national démocrate. Le dernier enfant du couple, Mary, naît en 1955.

#### Chambre des représentants

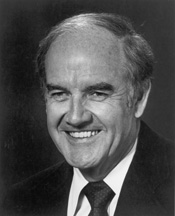
George McGovern à une date inconnue.

En 1956, il est candidat pour la première fois à une élection. Cette année, il se présente pour être le représentant du premier district congressionnel du Dakota du Sud. Ce district représente à l'époque les comtés à l'est de la rivière Missouri. Son adversaire est le républicain Harold Lovre, qui a remporté quatre élections dans cette circonscription. À l'aide de la liste de contacts obtenue lors de son passage à la tête du parti, McGovern peut se permettre de faire campagne sur un petit budget. Il ne dépense que 12 000 $ et n'emprunte que 5 000 $,. Sa personnalité discrète trouve son écho chez les électeurs. Au même moment, Lovre doit faire campagne alors que les politiques agricoles du gouvernement Eisenhower sont impopulaires,. Lovre avait d'ailleurs prédit en janvier 1956 que ces politiques, menées par le secrétaire à l'agriculture Benson, allait causer sa perte lors des prochaines élections. Quand les sondages indiquent une montée des opinions favorables pour McGovern, Lovre commence une campagne négative en le dépeignant comme un sympathisant communiste à cause de son soutien à l'adhésion de la république populaire de Chine à l'ONU et de celui donné à Henry Wallace dans le passé. En réponse, McGovern déclare lors d'un discours: « J'ai toujours détesté le communisme et autres formes de tyrannie sur l'esprit et l'âme de l'humanité. », Le jour de l'élection, McGovern remporte une victoire surprise, recueillant 116 516 voix contre les 105 835 de son adversaire. Ceci lui permet d'être le premier démocrate du Dakota du Sud à siéger au Congrès depuis 22 ans. McGovern profite particulièrement de fortes performances dans les régions rurales. Pour son mandat, il déménage avec sa famille à Chevy Chase au Maryland, tout près de Washington.
Lors du 85e congrès des États-Unis, McGovern rejoint le United States House Committee on Education and Labor (Comité sur l'éducation et le travail de la Chambre des représentants des États-Unis). Comme représentant, McGovern garde une certaine attention envers son district. Il soutient une hausse des prix des commodités. Il soutient également des prix plus élevés pour les produits agricoles, des programmes d'entreposage de grain et des contrôles sur les importations de bœufs. Il favorise le développement rural, l'aide fédérale aux petites entreprises et à l'éducation et la couverture médicale pour les personnes âgées,. En 1957, il voyage aux frais de l'American Christian Palestine Committee pour étudier les conditions dans lesquelles se trouve le Moyen-Orient. À son retour, McGovern tisse ses premiers liens avec la famille Kennedy en supportant à la chambre la proposition de réforme du travail présentée par le sénateur John Fitzgerald Kennedy. Cette tentative de réforme échoue.
Lors de sa campagne de réélection en 1958, McGovern doit faire face à une recrue d'envergure de la part des républicains, puisque le gouverneur de l'état et récipiendaire de la Medal of Honor Joe Foss se présente contre lui. Foss est initialement considéré comme favori. Cependant, McGovern mène une campagne basée sur ses convictions politiques et met à profit ses compétences lors des débats,. Ceci lui permet le soir de l'élection d'augmenter légèrement l'ampleur de sa victoire par rapport à la précédente élection,.
Lors du 86e congrès des États-Unis, McGovern est assigné au United States House Committee on Agriculture (Comité sur l'agriculture de la Chambre des représentants des États-Unis). Le président du comité, Harold D. Cooley, déclare au sujet de McGovern : « Je n'arrive pas à me rappeler d'un seul membre du Congrès qui s'est battu aussi férocement et intelligemment pour les fermiers américains que le représentant McGovern. », Durant son passage au comité, il fait adopter une nouvelle législation sur les bons alimentaires. Il est également l'un des neuf représentants du Congrès aux conférences de l'Assemblée parlementaire de l'OTAN en 1958 et 1959. Avec le sénateur Hubert Humphrey, McGovern fait campagne pour la reconstruction de la Public Law 480, une loi sur les surplus agricoles apparue sous Eisenhower, pour que celle-ci soit plus axée sur la lutte contre la famine à travers le monde. Il souhaite également l'institution d'un exécutif pour les opérations et que le but de l'organisation soit la promotion de la paix et de la stabilité à travers le monde,. Durant ses mandats, McGovern est perçu comme libéral, et vote en accord avec les positions de l'Americans for Democratic Action à 34 reprises contre seulement trois votes contre. Deux des sujets phares de sa carrière à la chambre, l'amélioration des conditions de vie en Amérique rurale et la lutte contre la famine, le suivent tout au long de sa carrière.
En 1960, McGovern décide de se présenter au Sénat contre le républicain sortant, Karl E. Mundt, une figure importante de la politique du Dakota du Sud et figure du Maccarthysme,. La campagne se base autour des enjeux ruraux, mais le catholicisme de John Fitzgerald Kennedy, candidat à la présidentielle cette même année, joue contre McGovern dans cet État protestant. La campagne de McGovern est aussi affaiblie par des décisions peu réfléchies et la presse se retourne contre lui. Il déclare onze ans plus tard: « Ça a été ma pire campagne. Je détestais tellement [Mundt] que j'en ai perdu mes sens. »,. McGovern est défait le jour de l'élection. Il ne reçoit que 145 217 votes contre les 160 579 de Mundt. Cependant, la marge entre les deux candidats n'est que le tiers de la défaite de Kennedy contre Nixon dans l'état,.

#### Directeur deFood for Peace

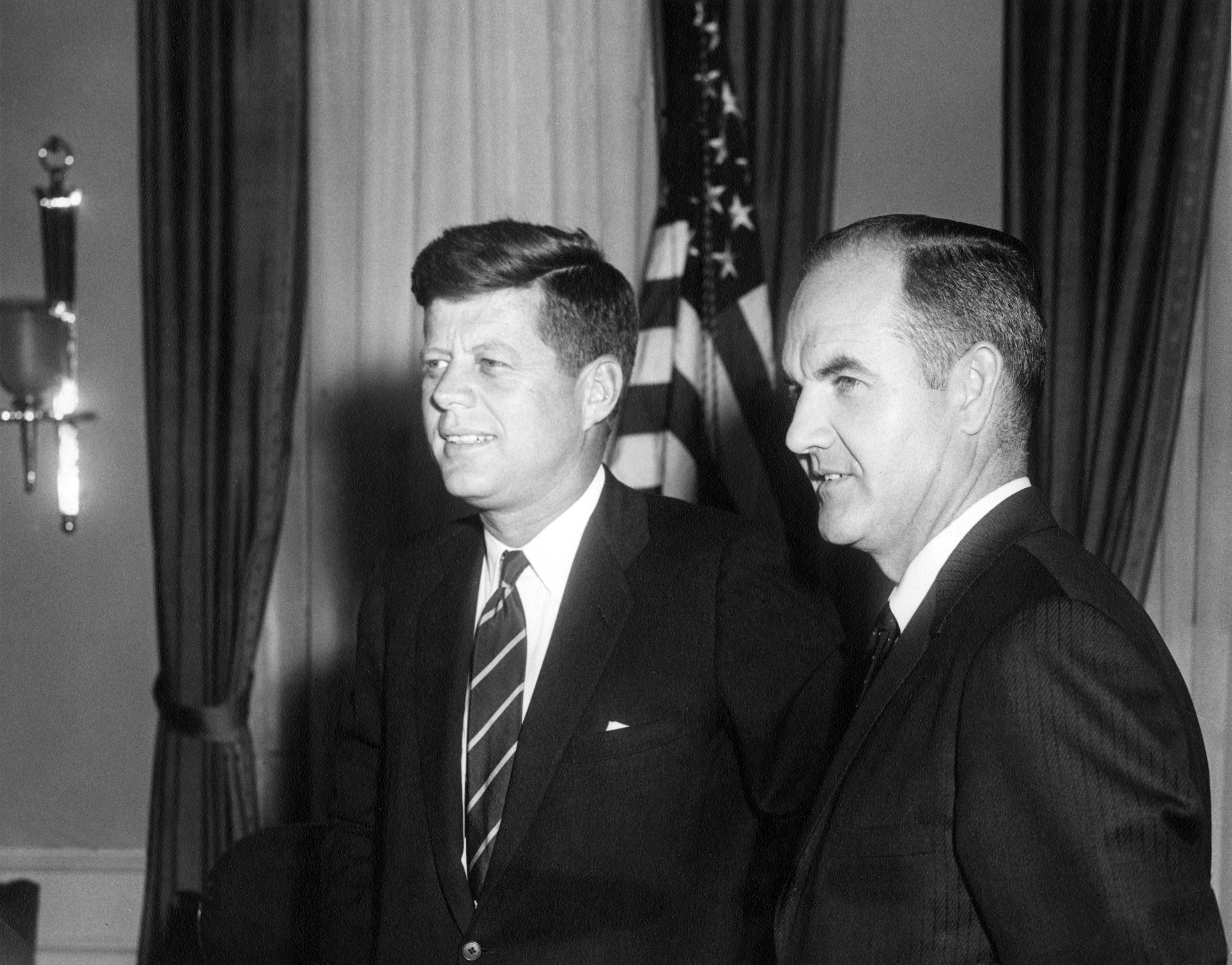
McGovern avec le président John F. Kennedy lors de son passage à la tête de Food for Peace.

Ayant dû renoncer à se représenter à la Chambre pour être candidat pour le Sénat, McGovern est disponible pour un poste dans l'administration Kennedy sans que cela ne coûte un siège au parti. Initialement pressenti pour le poste de secrétaire à l'Agriculture alors qu'il a le soutien de plusieurs groupes agricoles et de Robert Francis Kennedy, son âge préoccupe le président nouvellement élu. Finalement, McGovern se contente du poste de directeur du programme Food for Peace, vu d'un bon œil par McGovern qui voit le poste de secrétaire comme contraignant et un endroit où les carrières politiques se terminent,. De plus, McGovern devient conseiller spécial du président. En devenant le premier directeur de Food for Peace, McGovern réalise plusieurs projets qu'il avait lancés à la Chambre. Il entre en poste le 21 janvier 1961.
Comme directeur, McGovern dirige une plus grande part de la nourriture vers le développement économique international. Il déclare: « Nous devrions remercier Dieu pour notre abondance et utiliser nos surplus pour aider les plus démunis autant aux États-Unis qu'ailleurs. »,. Il trouve un emplacement pour le programme dans le bâtiment du bureau exécutif au lieu d'être mis sous la juridiction du département d'État ou de celui de l'Agriculture. McGovern travaille alors avec son adjoint James W. Symington et le conseiller du président Arthur Meier Schlesinger Jr. afin de visiter le Sud pour discuter des surplus agricoles. Il participe également à des entretiens avec l'Organisation des Nations unies pour l'alimentation et l'agriculture. En juin 1961, McGovern est affecté par un cas majeur d'hépatite qu'il attrape par une seringue infectée utilisée pour lui administrer des vaccins en prévision d'un voyage en Amérique du Sud. Il doit être hospitalisé et ne peut plus exercer ses fonctions pendant deux mois.

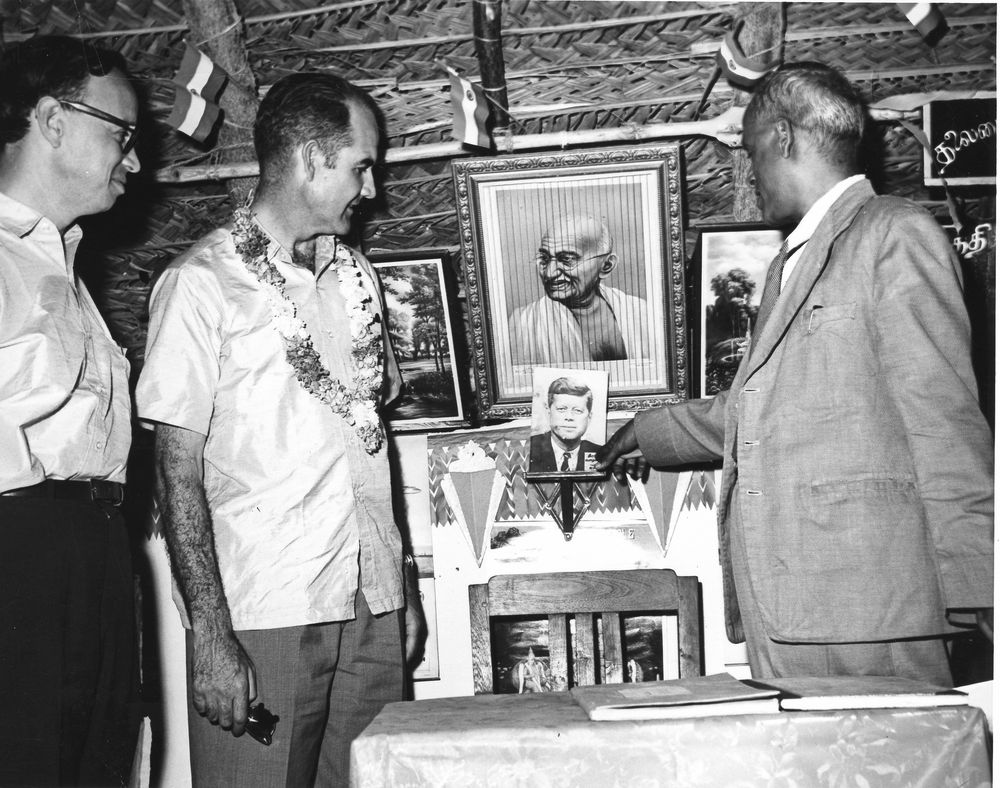
McGovern avec Arthur M. Schlesinger Jr. dans le sud de l'Inde en février 1962.

À la fin de 1961, le programme est actif dans douze pays et nourrit dix millions de personnes de plus que l'année précédente. En février 1962, McGovern visite l'Inde pour superviser l'expansion d'un programme de repas scolaires financés par Food for Peace. Peu après, un enfant indien sur cinq est nourri par le programme. Durant l'été 1962, il nourrit 35 millions d'enfants à travers le monde. Durant une audience à Rome, le pape Jean XXIII se montre admiratif face au travail de McGovern,. Le programme est également populaire chez les fermiers du Dakota du Sud. De plus, McGovern se montre essentiel dans la création en décembre 1961 du Programme alimentaire mondial dirigé par l'ONU. Celui-ci commence ses opérations pour combattre la malnutrition l'année suivante et devient plus tard la plus grande organisation de ce genre au niveau mondial,.

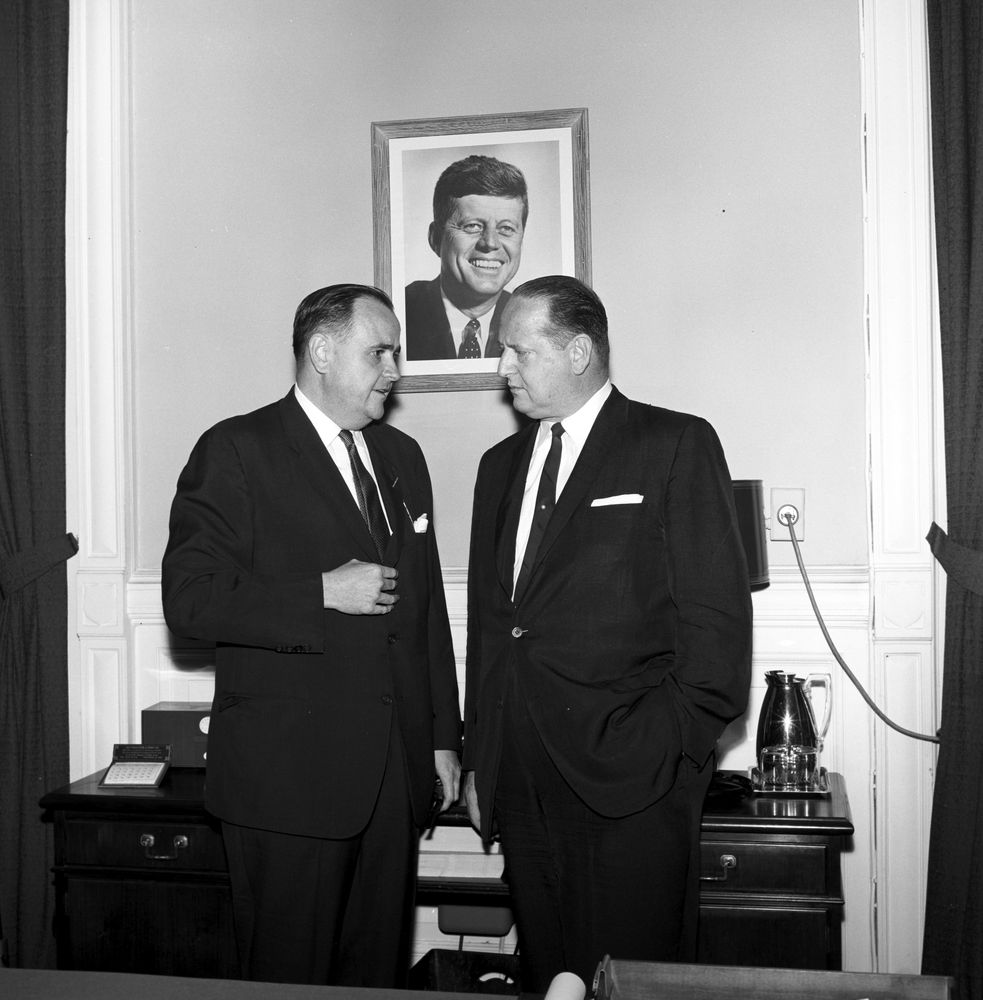
Richard W. Reuter, à gauche, remplace McGovern à la tête de Food for Peace.

L'exécutif n'est cependant pas le point fort de McGovern. Il décide alors de retenter sa chance au Sénat. Après l’approbation du président, il démissionne de son poste le 18 juillet 1962,. Kennedy déclare que, sous McGovern, le programme a pris une importance mondiale dans l'avancement des conditions de vie et l'économie dans les pays alliés aux États-Unis, ce qui permet la création « d'un forte barrière contre la diffusion du Communisme »,. Drew Pearson écrit que le programme est l'une des « plus spectaculaires réalisations du début de l'administration Kennedy »,. Quant à Schlesinger, il écrit plus tard que Food for Peace est « la plus grande arme cachée de la politique envers le tiers monde de l'administration Kennedy »,.

#### Sénat

##### Les élections de 1962 et premières années au Sénat
En avril 1962, McGovern annonce son intention de se présenter à l'élection sénatoriale dans son Dakota du Sud natal. À l'origine, il devait faire face au sénateur sortant Francis H. Case. Cependant, celui-ci décède en juin et le lieutenant-gouverneur Joseph H. Bottum le remplace. La campagne tourne principalement autour de la politique de Nouvelle Frontière entreprise par le président Kennedy. Bottum accuse Kennedy de tenter d'acheter le siège avec cette politique. De son côté, McGovern tente de séduire les électeurs concernés par l'exode des jeunes dans l'État. Il peut également compter sur le soutien de la National Farmers Union (union nationale des fermiers). Les sondages donnent une légère avance à Bottum pendant la majorité de la campagne. La fin de campagne de McGovern est également affectée par des problèmes liés à son hépatite. Pendant son hospitalisation, il en profite pour lire The Making of the President, 1960 par Theodore H. White, ce qui marque la première fois où il considère éventuellement de se présenter à la présidence. Eleanor McGovern continue cependant à faire campagne pour son mari, ce qui lui permet de conserver une chance de succès. Le soir des élections, les résultats sont très serrés. Après recomptage, McGovern est élu avec 127 459 votes, seulement 597 de plus que Bottum. Ceci fait de lui le premier démocrate élu sénateur dans cet État depuis 26 ans. Il est également le troisième seulement depuis la création de l'état en 1889.
Lorsqu'il rejoint le Sénat en janvier 1963 dans le cadre du 88e congrès, McGovern reçoit un siège au Comité de l'agriculture et de la foresterie ainsi qu'au Comité des affaires intérieures et insulaires. Dans l'instance agricole, McGovern supporte des prix agricoles hauts, la parité, le contrôle des importations bovines, ainsi que le Feed Grains Acreage Diversion Program promu par l'administration. Il développe alors une relation tendue avec Orville Freeman, secrétaire à l'Agriculture, qui est moins enclin à supporter ces politiques. Une résolution présentée en 1966 où il attaque Freeman le rend plus populaire dans son état. Edward Moore Kennedy, alors également nouveau au Sénat, le décrit comme une voix sérieuse sur le sujet des politiques agricoles et cherche les conseils de McGovern lorsque l'agriculture est impliquée dans un vote. Il est cependant moins actif dans son rôle sur le Comité des affaires intérieures jusqu'en 1967, moment où il est mis à la tête d'un sous-comité chargé des affaires amérindiennes. Cependant, le président du comité, Henry M. Jackson, opposant politique et personnel de McGovern, refuse à ce dernier de choisir ses employés. Ceci réduit l’efficacité du sous-comité. McGovern exprime des regrets concernant son manque d'accomplissement concernant les 30 000 Sioux vivant au Dakota du Sud. Cependant, après qu'une résolution sur le droit à l’autodétermination des amérindiens introduite par McGovern ait été adoptée en 1969, les Oglalas lui donne le nom de « Great White Eagle » (grand aigle blanc).
Dans son premier discours au Sénat en mars 1963, McGovern applaudit l'initiative Alliance pour le progrès. Cependant, il critique la politique américaine envers Cuba qu'il juge comme recevant trop d'attention. Le 18 mai 1963, il écrit un article dans le New York Times dans lequel il demande implicitement à toute la classe politique d'accepter la révolution cubaine qui accapare « l'énergie de nos fonctionnaires » pour donner la priorité à la lutte contre la misère en Amérique latine. En septembre 1963, il pousse le président Kennedy à tenter secrètement une réconciliation avec Cuba. En août 1963, influencé par Seymour Melman qui est opposé à la politique d'Overkill nucléaire, McGovern demande que le budget de la défense soit réduit de cinq milliards de dollars. Cette tentative de réduction du budget militaire se répète tout au long des années 1960. Il vote également contre plusieurs programmes militaires, particulièrement ceux liés à des projets de missiles ou d'antimissiles. Il est également opposé à l'assistance militaire américaine à l’étranger. En 1964, McGovern publie son premier livre, War Against Want: America's Food for Peace Program. Il y argumente pour l'expansion de Food for Peace. Il introduit ensuite une mesure au Sénat pour rajouter 700 millions de dollars au programme, qui est adoptée.
Préférant se concentrer sur des politiques à grande échelle et les discours, McGovern ne se distingue pas par ses stratégies législatives. Il développe alors au Sénat une réputation de sénateur « ne faisant pas ses devoirs »,,. Décrit comme assez asocial, il ne développe pas de relation particulière avec les autres sénateurs. Il va même jusqu'à refuser un siège au puissant Comité des règlements,. Peu de législations portent le nom de McGovern et ses contributions législatives sont perçues comme assez modestes. Cependant, il garde une influence assez importante sur le contenu d'autres projets de lois,. Le positionnement politique de McGovern se trouve dans le mouvement libéral contemporain et, de son entrée au Sénat jusqu'à 1967, il vote en accord avec Americans for Democratic Action 92% du temps. Lorsqu'il se trouve devant une loi ou un sujet sur lesquels il manque de connaissances, il demande alors quelle est la position libérale,,.

##### Opposition à la guerre du Vietnam
Lors d'un discours en septembre 1963, McGovern devient le premier membre du Congrès à critiquer l'intervention américaine dans la guerre du Viêt Nam,. Influencé par les événements récents comme la crise bouddhiste, ainsi par que l'historien Bernard B. Fall, McGovern déclare : 

« Le dilemme actuel au Vietnam est une démonstration claire des limites du pouvoir militaire [...] [L'intervention actuelle] est une politique de débâcle morale ainsi qu'une défaite politique [...]. Le piège dans lequel nous sommes tombés va nous hanter dans tous les coins de ce monde révolutionnaire si nous estimons improprement ses leçons,,. »

Cependant, ce discours n'est pas remarqué et McGovern ne déclare plus rien sur la situation pendant l'année qui suit. Ceci est partiellement dû à l'assassinat de John F. Kennedy. Il vote en faveur de la résolution du golfe du Tonkin malgré son scepticisme face à celle-ci. Cette résolution finit par permettre au président Lyndon B. Johnson d'engager les États-Unis de façon plus importante au Viet-Nam. McGovern se déclare plutôt en faveur d'une restriction du pouvoir de représailles donné au président. Il dit plus tard que son vote en faveur de la résolution est dû aux demandes faites par le sénateur J. William Fulbright qui désire que le parti donne son appui au président,. Dès le jour suivant le vote, il partage ses craintes que le vote va causer une escalade de la violence dans le conflit. Wayne Morse, l'un des deux sénateurs opposés à la résolution, note que cette pensée est la bienvenue, mais l'aurait été davantage si elle avait été faite avant le vote. Il s'agit du vote que McGovern regrette le plus,.
En janvier 1965, McGovern fait une première déclaration majeure concernant le Vietnam. Il déclare alors son opposition au déplacement du conflit au Vietnam du Nord alors que l'armée américaine est toujours incapable de prendre le dessus au Vietnam du Sud,. Comme alternative, McGovern propose un plan en cinq points visant une paix négociée pour un Viêtnam fédéral avec présence onusienne. Le discours donne une visibilité nationale à McGovern qui est alors perçu comme un pacifiste dans le cadre du débat autour du Vietnam,. Cependant, cela n'empêche pas McGovern de s'allier avec le camp pro-guerre sur certains sujets, dont l'opposition à une retraite inconditionnelle des forces américaines, ainsi qu'en critiquant les incendies des cartes de conscription. En novembre 1965, il voyage au Vietnam du Sud pendant trois semaines. Le carnage qu'il voit dans les hôpitaux locaux ne fait que renforcer son opposition au conflit,,. Il déclare qu'il est alors prêt à « ne pas seulement s'opposer, mais à partir en croisade »,.

##### Élections de 1968

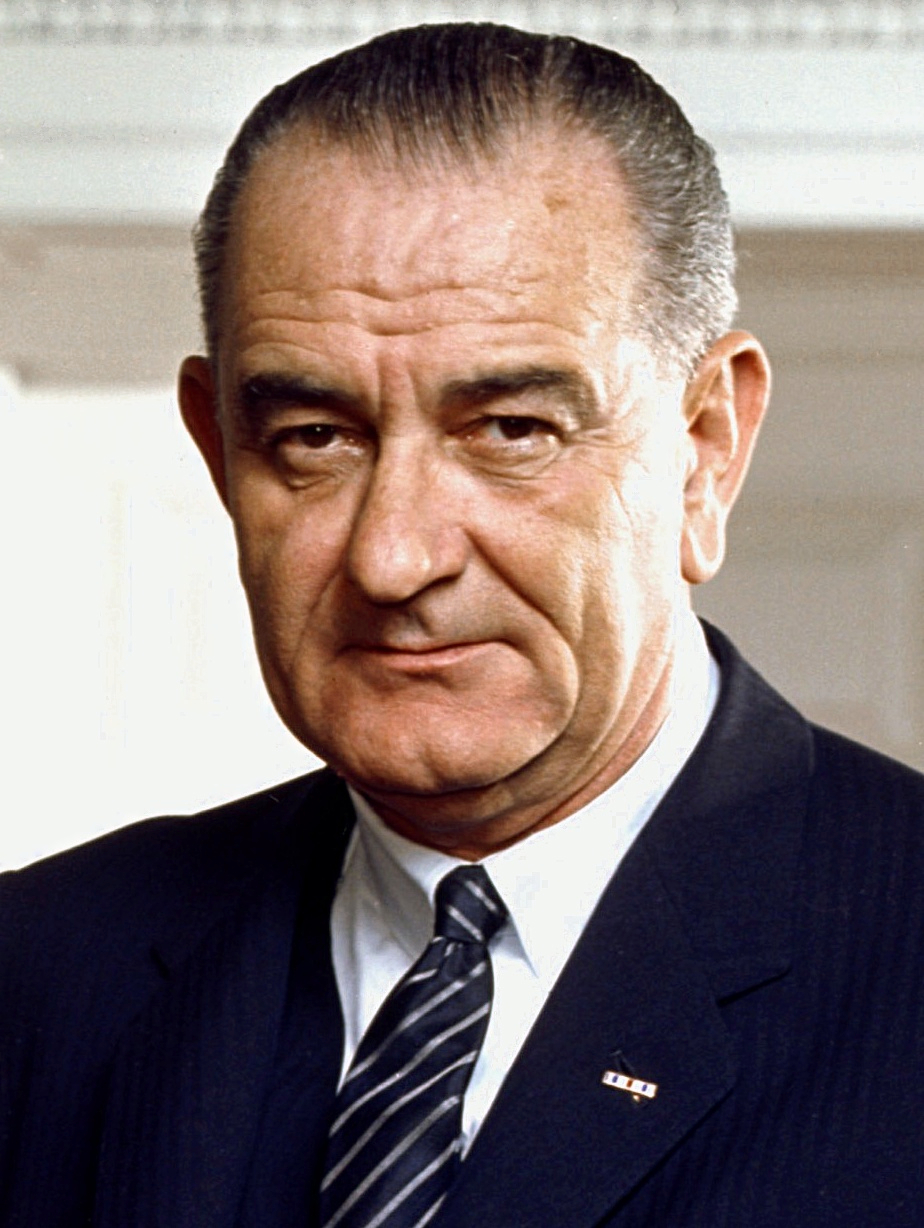
Lyndon B. Johnson, président sortant dont la nomination pour la prochaine élection est contestée par des membres de son parti.

En août 1967, l'activiste Allard K. Lowerstein fonde un mouvement visant à présenter une alternative à Lyndon B. Johnson dans les prochaines primaires démocrates. Ce mouvement est nommé Dump Johnson movement. Il se met alors à la recherche d'une personnalité du parti prête à représenter cette opposition. Le premier choix du groupe est le sénateur Robert Francis Kennedy, qui n'est pas intéressé. En septembre 1967, le groupe approche McGovern,. Après réflexion, l'offre est refusée, McGovern craignant qu'une primaire réduise ses chances de réélection au Sénat,. Un mois plus tard, le groupe convainc le sénateur Eugene McCarthy d'être candidat. Il est alors l'un des rares opposants à la guerre dont le siège n'a pas d'élection prévue en 1968.
Durant la campagne de 1968, McCarthy rencontre un certain succès. Robert Kennedy décide alors d'entrer dans la course. À la suite du retrait de la candidature de Johnson, son vice-président, Hubert Humphrey, fait son entrée à son tour dans la course. Malgré son soutien envers Kennedy en privé, McGovern reste neutre en public puisque Humphrey et McCarthy sont tous deux issus du Minnesota, état voisin du Dakota du Sud. McGovern fait donc des apparitions pour chacun des trois alors que ceux-ci font campagne au Dakota du Sud. La primaire dans cet état donne la victoire à Kennedy qui remporte également la primaire californienne cette même nuit. McGovern parle avec Kennedy au téléphone seulement quelques minutes avant que celui-ci soit assassiné à son tour à Los Angeles, quelques années seulement après l'assassinat de son frère. Cet événement laisse McGovern dans une lourde détresse émotionnelle.
Seulement quelques jours après l'événement, des alliés de Kennedy essaient déjà de convaincre McGovern de prendre sa relève dans la primaire, leur antipathie envers McCarthy et leur opposition idéologique face à Humphrey les empêchant de soutenir l'un ou l'autre. McGovern refuse de prendre une décision tant et aussi longtemps que Ted Kennedy, frère de John et Robert, ne fasse part de ses intentions. De plus, l'équipe de McGovern est alors toujours préoccupée par la campagne de réélection sénatoriale. En effet, durant l'année 1968, les votes de McGovern se font moins libéral, votant avec l'Americans for Democratic Action seulement 43 % du temps dans un effort de se présenter comme plus modéré. En fin juillet, la décision de McGovern se fait plus compliquée lorsque sa fille Teresa est arrêtée à Rapid City en possession de marijuana. Cette dernière a développé des problèmes d'alcoolisme et de dépression depuis une relation abusive avec un garçon durant son adolescence. Due à une récente loi sur la possession de drogue, elle fait face à un minimum de cinq ans en prison. McGovern est également convaincu que les conservateurs sociaux du Dakota du Sud ne vont pas lui pardonner de défendre sa fille. Les charges sont finalement retirées puisque le mandat de recherche utilisé est invalide.
McGovern annonce sa candidature le 10 août 1968 à Washington, soit deux semaines avant la convention nationale démocrate de 1968. Il déclare alors qu'il va se battre pour « les buts pour lesquels Robert Kennedy a donné sa vie »,. Lorsqu'on lui demande pourquoi il est un meilleur choix que McCarthy, il déclare: « Et bien, Gene ne veut vraiment pas être président, moi oui. »,. Durant la convention, Humphrey semble être un choix évident. Pendant ce temps, McGovern est choisi par environ 300 délégués initialement attribués à Kennedy. Les circonstances chaotiques de la convention mènent McGovern à dénoncer les actions de la police de Chicago comme étant de la brutalité policière. Étant donné les politiques internes du parti, il est difficile pour McGovern de remporter plus de délégués. De plus, un candidat de protestation, Channing E. Phillips, gagne une partie de son support. Durant le vote, McGovern arrive troisième avec 146,5 délégués alors que Humphrey en a 1 760,5 et McCarthy; 601.
McGovern donne alors son appui à Humphrey, décision qui est considérée comme une trahison par McCarthy et les militants pacifistes. Humphrey subit en novembre une défaite face à Richard Nixon. McGovern retourne après la convention à sa campagne de réélection où il affronte l'ancien gouverneur Archie M. Gubbrud. Bien que les électeurs de l'État lui démontrent de la sympathie envers les événements entourant sa fille, les événements de Chicago font du dommage à sa popularité. McGovern fait alors campagne sur ses services envers l'état alors que Gubbrud fait une campagne assez faible. Le soir des élections, alors que les démocrates perdent la Maison-Blanche, McGovern remporte 57 % des voix dans son état et est réélu dans une campagne qu'il considère comme l'une des plus faciles et décisives de sa carrière.

##### Premier mandat de Nixon
Durant la convention nationale de 1968, une motion passe pour établir une commission dans le but de réformer la procédure de nomination pour le parti. En 1969, McGovern est nommé à la tête de la commission, qui est plus tard connue sous le nom de Commission McGovern-Fraser. Celle-ci réduit considérablement le pouvoir des officiels sur les procédures, augmente celui des caucus et primaires et établit des quotas pour les Afro-Américains, les femmes et les jeunes chez les délégués,. Ceci entraine une augmentation du nombre total de primaires présidentielles, le parti républicain adoptant des procédures semblables peu après. Ces changements entrainent un changement majeur dans la façon dont les candidats sont choisis et les résultats ne créent pas consensus chez les politiciens et politologues,.
Dans la foulée de rapports concernant la malnutrition aux États-Unis, le Comité de la faim et des besoins humains est créé en juillet 1968. McGovern en dévient immédiatement président. Dans le but de mettre de l'avant le problème, McGovern dirige le comité vers Immokalee en Floride où se trouve 20 000 travailleurs agricoles issus de l'immigration. Cet événement montre un exemple graphique du problème, mais est critiqué par des élus locaux qui y voient de la mauvaise publicité pour la région,. Il s'engage par la suite dans une confrontation contre l'administration Nixon et plusieurs membres du Congrès pour l'expansion du Food Stamp Program. Plusieurs compromis doivent être faits, mais une légalisation est signée en 1970 qui établit des standards nationaux sur l'éligibilité au programme.
McGovern n'est pas reconnu pour son expertise ou intérêt en économie, mais se fait tout de même vocal sur la question du contrôle des prix et salaires établi par la Maison-Blanche en 1971. Il déclare: « Cette administration, qui s'est engagée à une inflation basse et la réduction du chômage, nous a plutôt donné la plus haute inflation et le plus haut taux de chômage de la décennie. », Il est également inclus dans un reportage de 60 Minutes en 1971 sur les politiciens libéraux promouvant l'intégration raciale des écoles tout en l'évitant pour leurs enfants. Il répond à cette accusation en disant que l'établissement choisi pour l'éducation de ses enfants est un sujet personnel.
Cependant, McGovern est principalement connu pour son opposition à la guerre du Viêt Nam. En mars 1969, il devient le premier sénateur à critiquer ouvertement la politique présidentielle à ce sujet. Cette action est considérée comme un bris de protocole par les autres sénateurs, dont ceux opposés au conflit. La redirection durant ses années d'une large partie des ressources de Food for Peace au Viet-Nam du Sud au lieu de pays en ayant plus besoin enrage McGovern. Avant la fin de l'année, McGovern milite pour un cessez-le-feu immédiat et un retrait total des troupes de l'Indochine d'ici un an. En octobre 1969, McGovern fait un discours devant 100 000 manifestants à Boston au Moratoire sur la fin de la guerre au Viêt-Nam. En novembre, il s'adresse cette fois à 350 000 personnes mobilisées à Washington contre le conflit. Il s'oppose cependant aux protestations plus radicales et critique des figures tels Rennie Davis, Tom Hayden, Huey P. Newton, Abbie Hoffman et Jerry Rubin.
McGovern décide de rechercher une issue à la guerre via les voies législatives. L'amendement McGovern-Hatfield apposé au budget d’approvisionnement militaire, qu'il met de l'avant avec le républicain Mark Hatfield, essaie de forcer un retrait des troupes en leur retirant leur budget. Cette proposition est ensuite débattue et adaptée pour rallier plus de sénateurs. Ceci inclut repousser la date du retrait d'un an. En mai 1970, McGovern doit se procurer une seconde hypothèque pour sa maison à Washington pour financer un débat d'une demi-heure sur le sujet sur les ondes de NBC. Celui-ci rapporte un demi-million de dollars à la campagne pour faire passer l’amendement. Éventuellement, le projet réussit à rallier une majorité du public. Ces efforts sont critiqués par des groupes financés par le conseiller présidentiel Charles Colson qui qualifie les deux membres du Congrès de défaitistes et défendant l'idée que les affaires étrangères sont sous contrôle de l'exécutif exclusivement. Cependant, l'amendement est défait au Sénat avec 55 votes contre et seulement 39 votes pour. Ce résultat est légèrement en dessous de ce que McGovern aurait considéré une victoire morale. Le sénateur utilise alors un temps de parole pour critiquer ses collèges qui ont voté contre la motion en blâmant tous les sénateurs pour les victimes du conflit,. Les autres sénateurs sont choqués par ses déclarations ce qui cause un silence sur le plancher où la fureur peut être lue sur le visage de certains membres. Lorsqu'un sénateur déclare avoir été personnellement insulté par ces propos, McGovern répond que c'était le but recherché par ce discours. McGovern voit alors le conflit comme immoral et détruisant la pureté, l'optimisme et tout ce qui fait de l'Amérique une nation distincte.
Cette défaite radicalise McGovern. Il accuse le vice-président sud-vietnamien, Nguyễn Cao Kỳ, de trafic d’héroïne et que cette dernière rend les soldats américains dépendants à la substance. En réponse à John C. Stennis qui suggère de ramener les troupes au Cambodge, McGovern déclare qu'il est « fatigué des hommes âgés rêvant de guerre pour que les jeunes les combattent. S'il veut des troupes américaines au Cambodge, qu'il y aille pour mener la charge. », Il dénonce la politique de vietnamisation comme une continuation du conflit par des mercenaires. Dans une interview pour Playboy, il dit qu'Hô Chi Minh est le George Washington vietnamien.
L'amendement McGovern-Hatfield est réintroduit en 1971. Celui-ci est, cependant, amoindri pour rallier plus de support. Dans les sondages, la motion recueille une large majorité de support. McGovern retire cependant son nom de la forme finale puisqu'une animosité de certains membres du Congrès à son égard causerait la perte de certains votes. Le vote se solde de nouveau par une défaite ne recueillant que quelques votes de plus que l'essai précédent. Ceci amène McGovern à la conclusion que la guerre ne peut être arrêtée que par un nouveau président.

##### Campagne de 1972
McGovern annonce sa candidature pour la primaires démocrates le 18 janvier 1971 durant un discours télévisé depuis les studios de KELO-TV à Sioux Falls au Dakota du Sud. Au moment de son annonce, McGovern est en cinquième position dans un sondage effectué par Gallup Poll. Son annonce est hâtive pour les standards de l'époque. En effet, il faut remonter à Andrew Jackson pour trouver une candidature annoncée plus tôt. Ceci a pour but de donner du temps à McGovern pour réduire l'avance tenue par le sénateur du Maine Edmund Muskie dans la course à l'investiture démocrate. Cependant, un an plus tard, McGovern ne monte seulement qu'à 3% dans un sondage national de Gallup. De plus, le candidat a de la difficulté à recevoir une couverture médiatique suffisante. Le directeur de campagne de McGovern, Gary Hart, décide alors de changer de stratégie et de se concentrer sur seulement quelques primaires pour avoir des ressources suffisantes dans ces endroits.

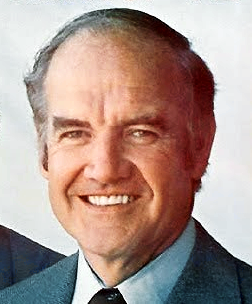
Image de McGovern sur un pamphlet électoral de 1972.

Quant à lui, Muskie fait face à des problèmes d'organisation et est complètement dépendant du support du parti. De plus, il est victime d'une campagne de salissage par des membres de la campagne de Richard Nixon,,. Le 7 mars 1972, durant la primaire du New Hampshire, Muskie sous-performe tandis que McGovern arrive deuxième. Alors que les ressources financières et le support électoral de la campagne de Muskie s'épuisent, Hubert Humphrey devient le principal rival de McGovern pour la nomination. De plus, le gouverneur de l'Alabama George Wallace est également dans la course avec une base électorale dans le sud où il domine la primaire de la Floride le 14 mars 1972. McGovern fait un gain majeur avec sa victoire au Wisconsin le 4 avril suivant où il ajoute une touche de populisme économique visant la population col bleu à son discours. Il s'ensuit une domination de la primaire du Massachusetts le 25 avril. À la suite de ces victoires, McGovern est considéré comme le favori. Une décision tardive de participer à la primaire de l'Ohio est fructueuse alors que McGovern perd de très peu dans un État considéré comme un château fort pour Humphrey. De plus, des accusations sont faites contre les partisans de ce dernier qui sont accusés d'avoir truqué l'élection,. Ses deux rivaux remportent tout de même des primaires, mais la campagne de Wallace prend effectivement fin à la suite de blessures issues d'une tentative d'assassinat par Arthur Herman Bremer en mai. De plus, la campagne de McGovern est efficace pour garantir un support pour leur candidat dans les différents caucus ayant lieu. Le point final de la primaire a lieu en Californie, où Humphrey passe à l'offensive contre McGovern dans des débats télévisés. Cependant, McGovern remporte tout de même la primaire et gagne la totalité des délégués de l'État à cause des règles électorales en place. Bien qu'il se garantit la nomination lors de la primaire de New York le 20 juin, les attaques répétées de Humphrey sur son radicalisme perçu cause des dommages à McGovern pour l'élection générale prévue pour novembre. Les opposants de McGovern réussissent alors à attacher son nom au slogan « amnistie, avortement et acide », se voulant être une description des positions du candidat. Il est plus tard révélé que Thomas Eagleton est à l'origine du slogan, ce même Eagleton est plus tard nommé pour être le candidat à la vice-présidence pour la candidature de McGovern,.
Durant les primaires, McGovern fonde son organisation sur les bases d'un mouvement populaire en lieu des techniques traditionnelles basées sur les structures du parti,. Son support est axé sur les militants anti-guerre du Viêt Nam et la faction réformiste libérale du parti. Parmi ses volontaires se trouvent des milliers d'étudiants faisant du porte-à-porte pour sa campagne. Il bénéficie entre autres d'avoir gagné les huit primaires les plus couvertes par la presse américaine. Cependant, il performe mal dans le sud ainsi que le Midwest. De plus, il reçoit moins de votes au total que Humphrey et n'en reçoit pas beaucoup plus que Wallace.
McGovern fait campagne sur une plateforme de retrait des troupes américaines du Viet Nâm en échange d'un retour des prisonniers de guerre américains ainsi qu'une amnistie pour les Américains ayant quitté le pays pour éviter le service militaire. Il propose également une réduction des dépenses militaires de 37% sur trois ans ainsi qu'un revenu universel garanti de 1 000 $. Basé sur des théories économiques telles que l'imposition négative sur le revenu dans le but de remplacer la complexe bureaucratie fédérale autour des programmes fédéraux, cette proposition est néanmoins poussée en dérision comme une politique libérale inefficace et abandonnée en août,,. La proposition n'est pas particulièrement différente de celle proposée par Milton Friedman ou même par l'administration Nixon elle-même, la principale distinction étant que l'aide irait à tous les citoyens et non pas un montant fixe par famille.
Une coalition Anybody But McGovern, menée par des démocrates sudistes et les syndicats ouvriers se forme dans les dernières semaines de la campagne. Lors de la première journée de la Convention nationale démocrate de 1972 à Miami Beach en Floride, ce groupe dispute la légitimité du règlement californien accordant la totalité des délégués de l'État au gagnant sous la houlette de Rick Stearns. La demande et rejetée et la nomination de McGovern est alors garantie,. Des débats ont alors lieu sur le contenu de la plate-forme électorale du parti pour l'élection générale, ceux-ci mènent à ce qui est décrit comme la plateforme la plus libérale par un parti majeur de l'histoire du pays. Le 12 juillet 1972, McGovern devient officiellement le candidat démocrate à la présidence. Sa capture des procédures et de la plateforme du parti est décrite par The New York Times comme « un balayage surprenant »,. Cependant, la cacophonie de la convention réduit le temps disponible pour la sélection d'un candidat à la vice-présidence. Son premier choix, Edward Moore Kennedy, refuse tout comme plusieurs autres candidats. Finalement, sans la vérification des précédents habituelle, McGovern sélectionne Thomas Eagleton, sénateur du Missouri. Au dernier jour de la convention, des procédures argumentatives autour de la nouvelle charte du parti ainsi que les procédures de nomination pour Eagleton délaient le discours de McGovern. Ceci cause le discours, nommé « Come home America! » à être fait à trois heures du matin, réduisant l'audience à environ 55 millions d'auditeurs.
Environ deux semaines après la convention, il est révélé qu'Eagleton a été hospitalisé et a reçu des électrochocs dans les années 1960 pour « fatigue nerveuse » et « dépression ». Eagleton est plus tard diagnostiqué d'un trouble bipolaire. McGovern maintient initialement son support pour Eagleton, entre autres à cause du destin de sa fille Terry,. Le 26 juillet 1972, il déclare : « Je suis 1000% derrière Tom Eagleton et je n'ai pas l'intention de le remplacer sur le ticket. », Bien qu'Ealgeton profite alors encore d'un certain support, un nombre grandissant de personnalités politiques et journalistiques commencent à questionner son aptitude pour le poste de vice-président et, potentiellement, président. Ces derniers questionnent également la capacité de la campagne de McGovern de tourner la page sur la distraction amenée par le scandale. L'attention négative apportée par la situation, combinée avec des consultations passés entre McGovern et des psychiatres tels Karl Menninger ainsi que des docteurs ayant traité Eagleton, pousse le candidat à accepter le retrait d'Eagleton du ticket. Ce retrait est annoncé le 1er août,. Eagleton reste en date de mai 2020 le seul candidat ayant été forcé à se retirer d'une élection présidentielle. Une nouvelle recherche pour un candidat à la vice-présidence s’ensuit. De nouveau Kennedy refuse l'offre, des offres subséquentes sont alors faites à Abraham A. Ribicoff, Humphrey, Reubin Askew et Muskie. Toutes sont refusées. Larry O'Brien est aussi rencontré, mais aucune offre n'est faite. Finalement, la nomination de Sargent Shriver, beau-frère des Kennedy, et ambassadeur en France est annoncée. Sa déclaration de support à « 1000% » rapidement suivie d'un remplacement est vue comme indécise et opportuniste. Celle-ci est plus tard considéré comme l'une des plus grandes gaffes électorales de l'histoire du pays. McGovern avoue lui-même le caractère « catastrophique » pour sa campagne de la gestion des incidents.

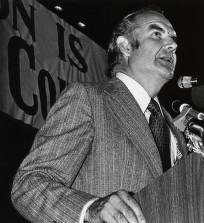
McGovern donnant un discours dans un événement de campagne à Houston en octobre 1972.

La campagne électorale ne se montre pas particulièrement plus aisée pour McGovern. Nixon ne fait que peu campagne puisqu'il profite alors d'une popularité issue de sa visite en Chine, d'un sommet à Moscou concernant la course aux armements entre les deux nations ainsi que d'une déclaration par Henry Kissinger qu'au Viet Nâm, « la paix est à portée de main »,. Plusieurs républicains attaquent alors McGovern d'être faible sur le sujet de la défense ainsi que « d'encourager l'ennemi »,. Nixon l'accuse d'être prêt à faire trop de concessions pour la paix au Viet Nâm. Cette approche accusée s'oppose à la « paix avec honneur » promue par le candidat républicain. McGovern décide de ne pas mettre son passé militaire de l'avant pendant la campagne. Bien que basé sur le désir du candidat à éviter de se vanter à outrance, il finit par regretter cette décision après coup. Les changements apportés par la commission McGovern-Fraser aux conventions présidentielles ayant marginalisé l'élite du parti, McGovern a également de la difficulté à recevoir l'appui de ceux-ci, en particulier celui de Lyndon B. Johnson et Richard Daley, maire de Chicago. La Fédération américaine du travail - Congrès des organisations industrielles décide également de rester neutre dans l'élection, ce qui diverge de son traditionnel appui au candidat démocrate. Plusieurs démocrates sudistes forment alors un groupe dénommé Democrats for Nixon, dont le meneur est l'ancien gouverneur du Texas John Bowden Connally, en appui au président sortant. Nixon dépense également deux fois plus d'argent que McGovern durant l'élection.

Résultat de l'élection, comté par comté. McGovern est représenté en bleu, alors que Nixon; en rouge.

Nixon utilise ses conseillers pour découvrir des informations compromettantes à travers les dossiers gouvernementaux contre McGovern et son équipe. L'équipe du candidat républicain attaque directement le démocrate et est victime d'une campagne de salissage. C'est durant cette campagne que des hommes s'infiltrent à l'intérieur des bureaux du Comité national démocrate au Watergate en juin 1972. Cette opération a lieu seulement après que l'idée de mettre sous écoute les bureaux de McGovern soit écartée. Ces événements débouchent sur le scandale du Watergate qui chasse Nixon de la présidence. Cependant, les circonstances de l'événement ne sont connues qu'après l'élection. En effet, la couverture médiatique est alors principalement concentrée sur la faiblesse de la campagne de McGovern et le cambriolage est pratiquement ignoré et inconnu de la majorité du public. Ceci cause l'opération à n'avoir que peu d'influence sur le résultat de l'élection,.
McGovern se sait déjà battu alors que la dernière semaine de la campagne arrive. Lors d'un événement à Battle Creek le 2 novembre, il est importuné par un supporteur de Nixon. McGovern lui chuchote alors: « J'ai un secret pour toi: va te faire foutre. », L'incident est remarqué par des journalistes, qui rapportent l'échange. McGovern raconte plus tard que des médaillons arborant les lettres « KMA » (pour Kiss my ass) ont été portés par ses supporteurs la nuit suivante. Certain déclarent que cet incident montre une force jusqu'alors absente dans la campagne. Plus tard, McGovern surprend James Eastland, sénateur du Mississippi, à rire dans sa direction. Eastland, généralement hostile à McGovern, vient alors le questionner sur la véracité de la citation. Alors que McGovern répond par l'affirmative, Eastland répond que cette dernière fut « la meilleure réplique de la campagne »,.
Le jour de l'élection, le ticket McGovern-Shriver est défait par une marge de 61% à 37% par le duo républicain. À ce moment, il s'agit de la seconde plus lourde défaite de l'histoire récente américaine. Finalement, le résultat du collège électoral est une défaite de 520 contre 17. Les deux seules victoires du duo démocrate sont au Massachusetts et au district de Columbia. Il perd dans son propre État, défaite qui est tout de fois amoindri par la tendance républicaine de l'État, qui n'a voté démocrate que trois fois en dix-huit élections. Il ne remporte que 135 comtés au total. Représentant seulement 4% du total des comtés du pays, ce pourcentage est trois fois moindre que n'importe quel nommé d'un parti majeur.

##### Le Sénat après 1972

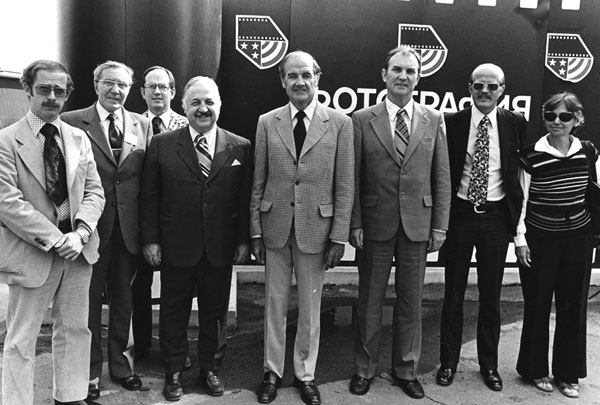
McGovern en 1977 dans une exposition américaine avant lieu à Tbilissi, en URSS.

À la suite de sa défaite, McGovern garde son siège au Sénat. Cependant, il est marqué par l’amplitude de celle-ci. Eleanor, sa femme, est encore plus affectée, ce qui pousse le couple à considérer un déménagement en Angleterre. Ses alliés perdent également leurs poste dans les instances du parti et les McGovern ne reçoivent plus l'attention passée durant les événements officiels où ils sont présents. Le 20 janvier 1973, jour où Nixon commence son second mandat, McGovern fait un discours à l'Oxford Union Society parlant des abus par l'administration de son ancien adversaire. Plusieurs, dont certains membres de son parti, sont critiques du discours, qu'ils voient comme mal intentionné. Pour se débarrasser de l'« amertume et l'apitoiement » qu'il ressent à l'époque, il tente d'utiliser un ton humoristique sur le sujet en public. À partir du Gridiron Dinner de mars 1973, il commence à utiliser cette technique, par exemple en déclarant: « Depuis plusieurs années, J'ai voulu faire campagne de la pire façon possible – l'année passée, j'ai clairement réussi. »,,, Les émotions liées à la défaite restent plusieurs décennies avec McGovern, sentiment qu'il partage avec plusieurs autres nommés ayant été défaits. Nixon démissionne en août 1974, à la suite du scandale du Watergate. McGovern dit du pardon présidentiel que Nixon reçut de son successeur, Gerald Ford, en septembre 1974 que ce fut difficile pour lui d'en comprendre la justification, puisque les associés de l'ancien président continuent de recevoir des peines liés au scandale.
Cependant, à travers les défis, McGovern continue de démontrer sa résilience. Durant les élections sénatoriales de 1974, il est négativement affecté par sa négligence envers les affaires de l'État issue de sa campagne nationale. En mai 1973 déjà, il fait campagne pour sa réélection. Leo K. Thorsness, un aviateur et récipient de la Medal of Honor, commence à accuser McGovern d'avoir aidé le Vietnam du Nord, ce qui aurait rallongé le supplice des prisonniers de guerre. Thorsness lui-même est prisonnier des nord-vietnamiens pendant six ans et vient tout juste d'être libéré. La réponse du sénateur est que sans guerre, il n'y aurait pas de prisonniers de guerre, référant à son opposition au conflit et ses efforts pour y mettre fin. Thorsness est nommé par les républicains pour le siège. Cependant, malgré l'importance de la guerre dans la carrière des deux hommes, celle-ci reste en périphérie de la campagne. À sa place, la campagne est centrée sur les politiques agricoles des candidats et sur la récession en cours,. Thorsness accuse McGovern de ne pas donner assez de temps à ses devoirs de sénateur au profit de ses ambitions nationales. Il est également critique du montant dépensé par McGovern pour sa réélection, qui monte à plus de deux millions de dollars. McGovern décrit Thorsness comme un carpetbagger puisque ce dernier a grandi au Minnesota et non pas au Dakota du Sud. La tendance nationale est particulièrement propice aux démocrates, qui profitent des retombées du Watergate. Ceci permet au sénateur d'être réélu avec 53% des votes.
À la suite de la chute de Saïgon qui marque la fin de la guerre du Viêt Nam en avril 1975, McGovern déclare que la défaite n'est pas due à un manque de collaboration entre le congrès et la présidence, mais plutôt au régime de Nguyễn Văn Thiệu, dont il décrit son élite comme « corrompue et décadente, n'ayant pas le support de son peuple »,. Concernant la crise migratoire qui s'ensuit, McGovern introduit une législation en mai 1975 pour permettre aux réfugiés vietnamiens ayant fui par peur de représailles par le Vietnam du Nord de retourner au pays. Il déclare : « 90% des réfugiés profiteraient de retourner dans leur terre ancestrale. Ceci, je le déclare avec un esprit humanitaire. [...] Le [nouveau] gouvernement de Saïgon a déjà demandé que personne ne soit agressé [...]. C'est déjà plus de respect que ce qu'a démontré l'armée de Theiu à plusieurs reprises. [...] Il est important que notre programme concernant ces réfugiés inclue une facilitation pour leur retour au Viêt Nam »,. Cette position lui attire des critiques. L'éditorialiste John D. Lofton Jr. déclare qu'il s'agit de la preuve que McGovern est « le politicien le plus immoral et le plus hypocrite de l'actuelle scène politique américaine »,. McGovern déclare que ses déclarations ont été déformées, mais l'éditeur du journal, Creed C. Black, déclare que les critiques sont méritées.
À la suite de sa victoire, McGovern considère être de nouveau candidat à la présidentielle en 1976. Cependant, la sévérité de sa récente défaite fait en sorte que le parti n'est pas intéressé,. N'étant pas familier ni confortable avec le candidat démocrate, Jimmy Carter, McGovern vote secrètement pour Ford. Ce vote n'est pas rendu public par McGovern avant 2007, à la suite de la mort de Ford. Les positions de McGovern concernant l'interventionnisme américain en Asie du Sud-Est change en 1978 à cause du génocide cambodgien. Il demande une intervention militaire pour reverser les Khmers rouges, notant que la proportion de la population affectée « fait de l'ombre même aux actions d'Hitler »,.

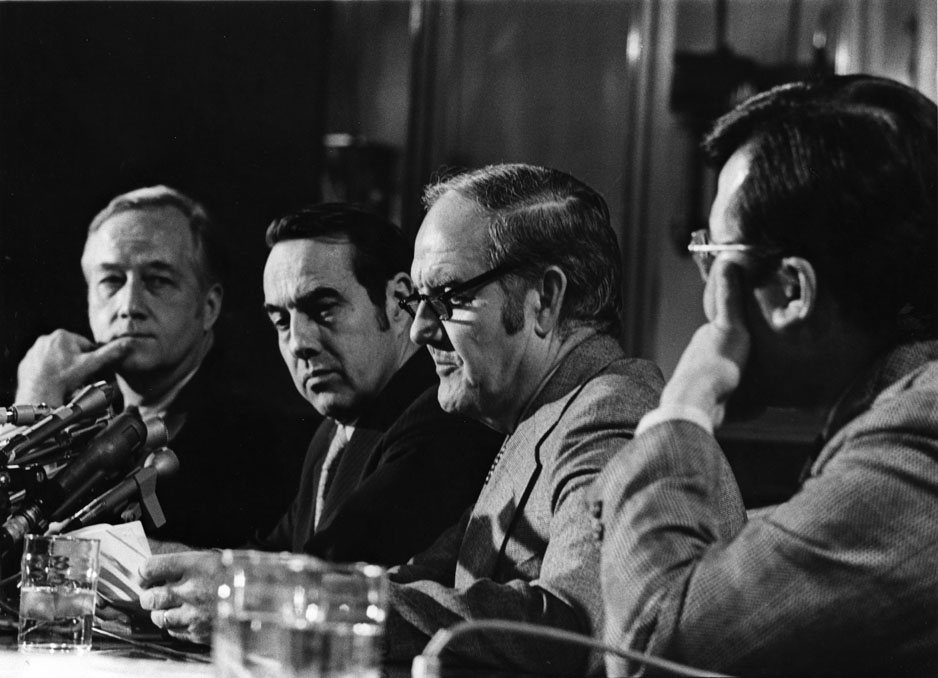
McGovern avec Bob Dole et d'autres sénateurs.

À cette période, le comité de la faim et des besoins humains dirigé par McGovern devient responsable des politiques nutritionnelles du pays. En 1977, des nouvelles directives sont issues pour combattre plusieurs conditions médicales répandues dans le pays,,. Nommé le Dietary Goals for the United States, mais aussi connu comme le rapport McGovern, celui-ci recommande une réduction de la consommation en gras, en cholestérol et en sucre raffiné. Il recommande également une consommation accrue en fibre et hydrocarbonates complexes. Bien que cette position soit déjà commune chez les fonctionnaires chargés de la santé, sa recommandation par le comité lui donne de la publicité. Cependant, cedernier sème la controverse avec les éleveurs bovins, les producteurs laitiers et d'œufs ainsi que l'industrie du sucre. Ceci inclut leur nombre élevé au Dakota du Sud, État représenté par McGovern. Ce rapport mène à une réorganisation de la bureaucratie gouvernementale associée au sujet et permet la création du guide alimentaire américain qui est plus tard publié deux fois par décennie par le Centre pour les politiques et la promotion nutritionnelle.

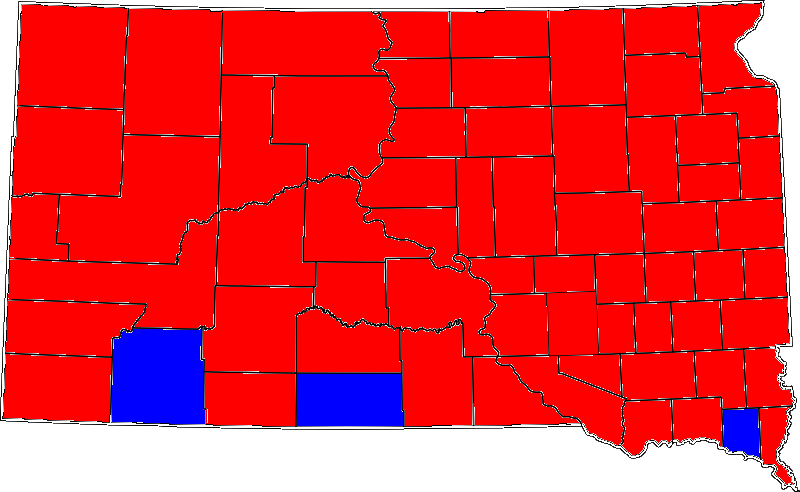
Résultats, comté par comté, de la défaite sénatoriale de McGovern en 1980. McGovern est représenté en bleu, alors qu'Abdnor est en rouge.

Lors des élections sénatoriales de 1980, McGovern fait partie des sénateurs libéraux pris pour cible par le National Conservative Political Action Committee (NCPAC) qui attaque l'image de McGovern durant la totalité de l'année électorale. Les positions pro-choix du sénateur en font également une cible des groupes anti-avortement. Ce mouvement inclut également un opposant à McGovern dans la primaire démocrate, une première pour le politicien. Une fois la nomination garantie, il doit affronter le républicain James Abdnor. Celui-ci est un représentant de quatre mandats dont les politiques agricoles sont similaires à McGovern, très conservateurs quant à la politique nationale et populaire dans l'État,. La campagne se concentre sur les positions libérales de McGovern et le manque d'implication dans les affaires de l'État. La participation de NCPAC est décrite comme de l’ingérence par McGovern, ce qui pousse le groupe à se retirer dû à une condamnation par Abdnor. Tirant de l'arrière tôt dans la campagne, McGovern dépense deux fois plus que son adversaire. Il le critique également pour son refus de participer à un débat, partiellement pour faire référence au léger trouble de la parole d'Abdnor,. Ceci lui permet de réduire l'écart comme il l'a fait souvent auparavant. Cependant, il est largement défait en novembre 1980, ne recevant que 39 % des voix contre 58 % pour le républicain. Cette élection, décrite comme la révolution Reagan, cause la perte de plusieurs autres démocrates.

#### Après le Sénat
McGovern accepte rapidement sa défaite sénatoriale. Intellectuellement, il accepte le désir des habitants du Dakota du Sud d'avoir une représentation plus conservatrice au Congrès. De plus, lui et sa femme se sentaient de plus en plus déconnectés de la société américaine et voient cette défaite comme une libération. Cependant, il refuse de perdre espoir dans le libéralisme américain même durant la domination du reaganisme. McGovern reste engagé en politique. En janvier 1981, il fonde l'organisation politique Americans for Common Sense avec le but de rallier les libéraux américains, encourager la pensée libérale aux États-Unis et combattre Moral Majority et les autres groupes de la droite chrétienne. En 1982, il transforme le groupe en comité d'action politique et amasse 1,2 million de dollars pour les élections de la Chambre des représentants de 1982. McGovern ferme le comité lorsqu'il décide d'être de nouveau candidat à la présidence.
McGovern enseigne alors dans plusieurs universités en Europe et aux États-Unis, mais se limite à des contrats d'une durée maximale d'un an,,. De 1981 à 1982, il remplace l'historien Stephen Ambrose à l'université de La Nouvelle-Orléans. Il est également invité à faire des discours, ce qui lui rapporte un revenu important.
McGovern se porte de nouveau candidat à la présidence pour les primaires démocrates de 1984. Cette tentative est alors redoutée par ses supporteurs qui redoutent une humiliation durant les primaires. McGovern lui-même sait qu'il a peu de chance de remporter la nomination, mais désire rediriger le discours du parti vers son aile libérale,. N'ayant pas l'objectif de remporter l'élection, McGovern met de l'avant un programme en dix points promouvant des changements drastiques de la politique américaine. N'étant pas perçu comme un rival, ses compétiteurs ne l'attaquent pas sur ses promesses et les médias qualifient McGovern de « conscience » du parti.

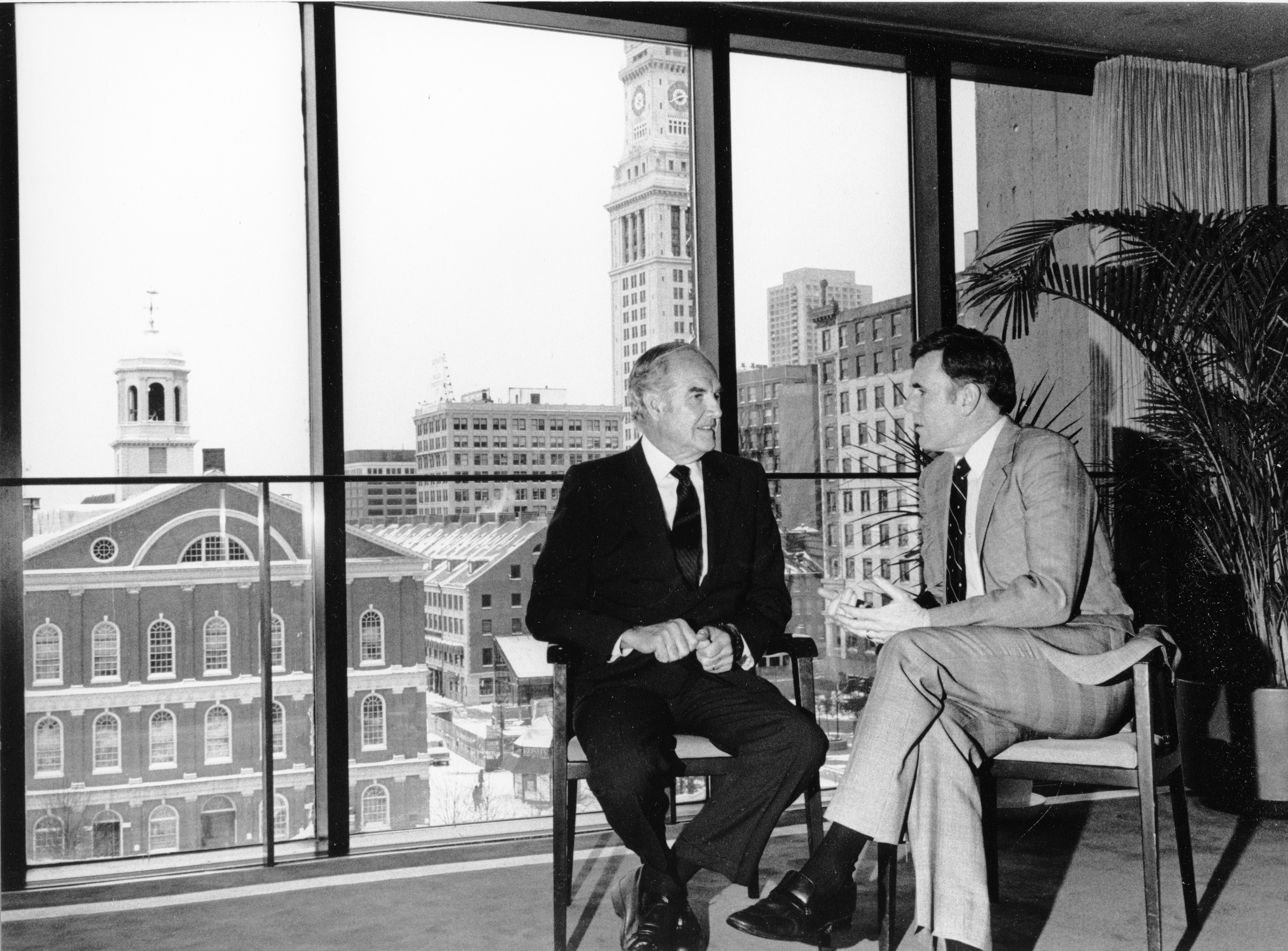
McGovern et le maire de Boston, Raymond L. Flynn, durant les années 1980.

Bien qu'il soit connu du grand public, McGovern n'a pas accès à un financement important et son équipe de campagne est réduite malgré le soutien de plusieurs personnalités connues. Surprenamment, il termine troisième au Caucus de l'Iowa, mais termine cinquième au New Hampshire. Il annonce alors qu'il quitte la course à moins d'une victoire ou une seconde place au Massachusetts. Il finit cependant troisième derrière son ancien directeur de campagne Gary Hart et l'ancien vice-président Walter Mondale, ce qui met fin à sa campagne. Par la suite, il endosse Mondale, vainqueur des primaires démocrates. Le 14 avril 1984, il est l'hôte de Saturday Night Live.
McGovern s'implique dans la création de la plateforme démocrate et son nom est mis de l'avant à la convention nationale de 1984 où il critique Ronald Reagan et prône l'unité du camp démocrate. Il reçoit quatre votes à la convention. Il supporte activement le ticket Mondale-Ferraro. Cependant, le duo démocrate subit une défaite semblable à celle de McGovern en 1972,.
Durant les années 1980, McGovern est membre du think tank Institute for Policy Studies basé à Washington. En septembre 1987, McGovern s'adresse à l'édition inaugurale de la Waldo Family Lecture Series on International Relations à l'université Old Dominion de Norfolk en Virginie. En janvier 1988, McGovern il déclare son intérêt de participer aux primaires démocrates de 1988 si aucun candidat d'envergure n'émerge, mais ne se présente finalement pas.

#### Suite de la carrière
Après 1972, le nom de McGovern est souvent utilisé pour mettre en garde la promotion de politiques jugées comme trop libérales. Par exemple, la promotion d'un revenu minimum inconditionné par Andrew Yang en 2020 mène immédiatement à des prédictions de défaite par ses critiques, rappelant une promesse similaire faite par McGovern.
De 1998 à 2001, il est représentant permanent des États-Unis auprès de la FAO à Rome.
En 2004, il soutient le candidat aux primaires démocrates Wesley Clark, qui échouera face à John Kerry. Il meurt le 21 octobre 2012 à l'âge de 90 ans.

## Récompenses et décorations
Au cours de sa courte carrière militaire, McGovern a reçu sept récompenses majeures. Il s'agit de du Badge de pilote de l'air, la Distinguished Flying Cross, l’Air Medal, la Médaille présidentielle de la Liberté, l’American Campaign Medal, la European-African-Middle Eastern Campaign Medal et la World War II Victory Medal.
|  |                                                                             |  |
|  | Bronze oak leaf cluster · Bronze oak leaf cluster · Bronze oak leaf cluster |  |
|  | Bronze star · Bronze star · Bronze star · Bronze star                       |  |

| Badge de pilote de l'air   |                                                                                          |                                       |
| Distinguished Flying Cross | Air Medal avec trois feuilles de chêne en bronze                                         | Médaille présidentielle de la Liberté |
| American Campaign Medal    | European-African-Middle Eastern Campaign Medal avec quatre étoiles de campagne en bronze | World War II Victory Medal            |

## Dans la culture populaire
Dans la mini-série Mrs. America (2020), son rôle est interprété par John Bourgeois.